# Sculpture en bronze

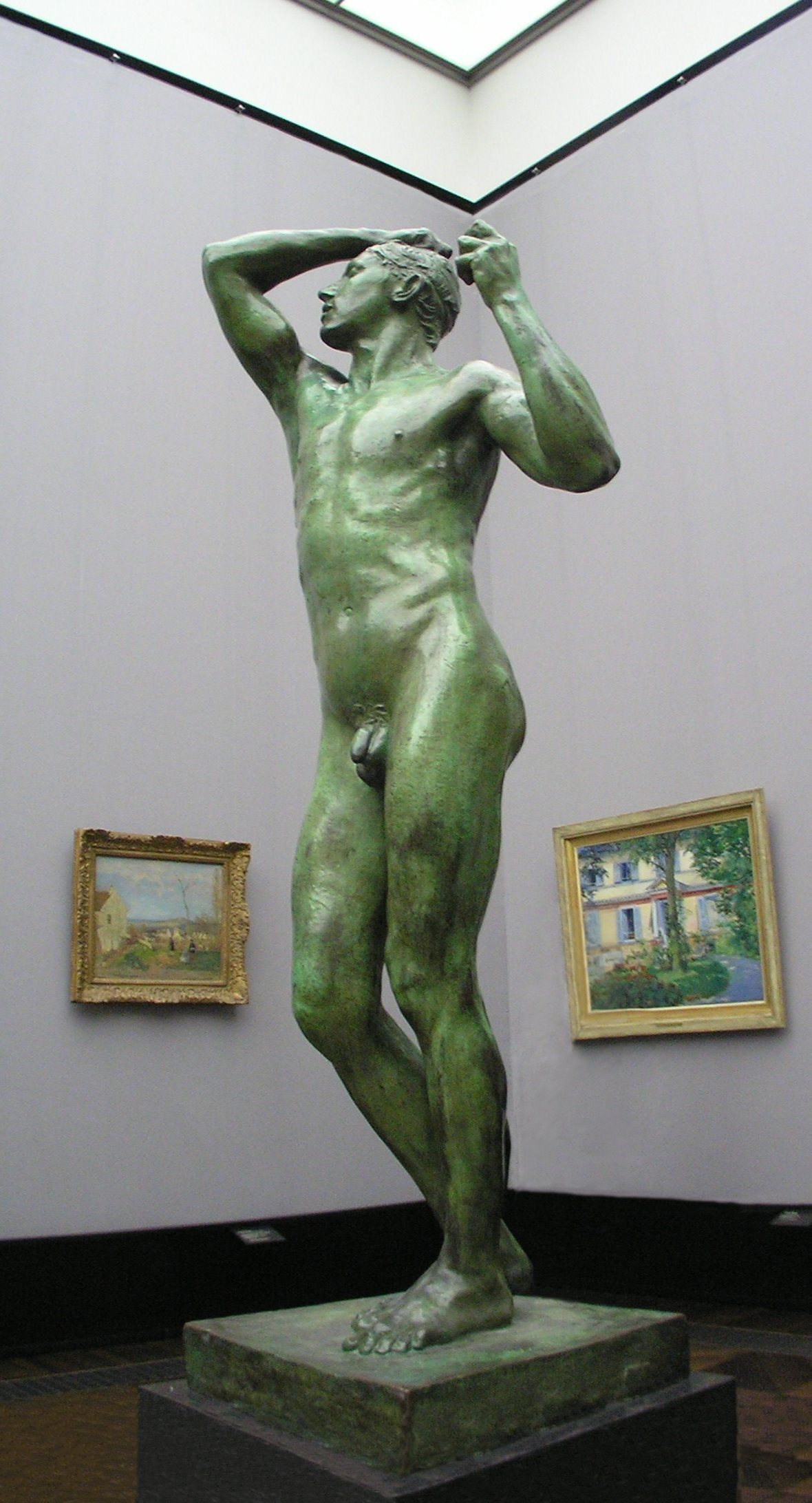
L'Âge d'airain bronze original de Rodin (1875-1876)

Une sculpture en bronze est obtenue à partir d'un modèle original en terre, en cire ou en plâtre qui est fondue en bronze à partir d'un moule. En sculpture, cette technique remonte à la plus haute Antiquité, depuis au moins le IIIe millénaire av. J.-C..
La technique de base n'a pas changé à travers les siècles : après avoir modelé un objet en cire, on le recouvre d'un mélange à base d'argile, on le fait cuire, ce qui fait fondre la cire, puis on y coule l'alliage de bronze. Il ne reste qu'à briser le moule perdu de terre cuite pour voir apparaître l'objet.
Dans la sculpture occidentale, les techniques et les juridictions ont profondément évolué. Le savoir-faire des fondeurs justifie que les œuvres portent leur empreinte, à côté de la signature du sculpteur.
On distingue le bronze d'art (reproduction) du bronze original (sculpture authentique).

## Histoire

### Les bronzes des cultures de l'Antiquité
Toutes les grandes civilisations de l’Antiquité ont travaillé le bronze pour créer des œuvres d’art, et ce dès l’introduction de l’alliage pour les outils et les armes tranchantes. La Danseuse de Mohenjodaro, datant d’environ 2500 avant notre ère, est peut-être la première statue de bronze connue. Le cuivre est un métal courant et utilisé dès le IIIe millénaire avant J.-C., le bronze apparaît par la suite, d'abord comme alliage cuivre-arsenic, puis au IIe millénaire avant J.-C. comme un alliage cuivre-étain. Cependant, il existe peu de gisements d'étain dans le Vieux Monde : les Cornouailles, l'estuaire de la Loire, l'Espagne, le Sud-Ouest de la Turquie, et l’Afghanistan étaient les principaux. Le bronze est un alliage composé à 90 % de cuivre et à 10 % d’étain ; son point de fusion est inférieur à celui du cuivre pur, par conséquent, il reste liquide plus longtemps que le cuivre lors du remplissage d’un moule. Le bronze offre également une résistance bien supérieure à celle du cuivre.

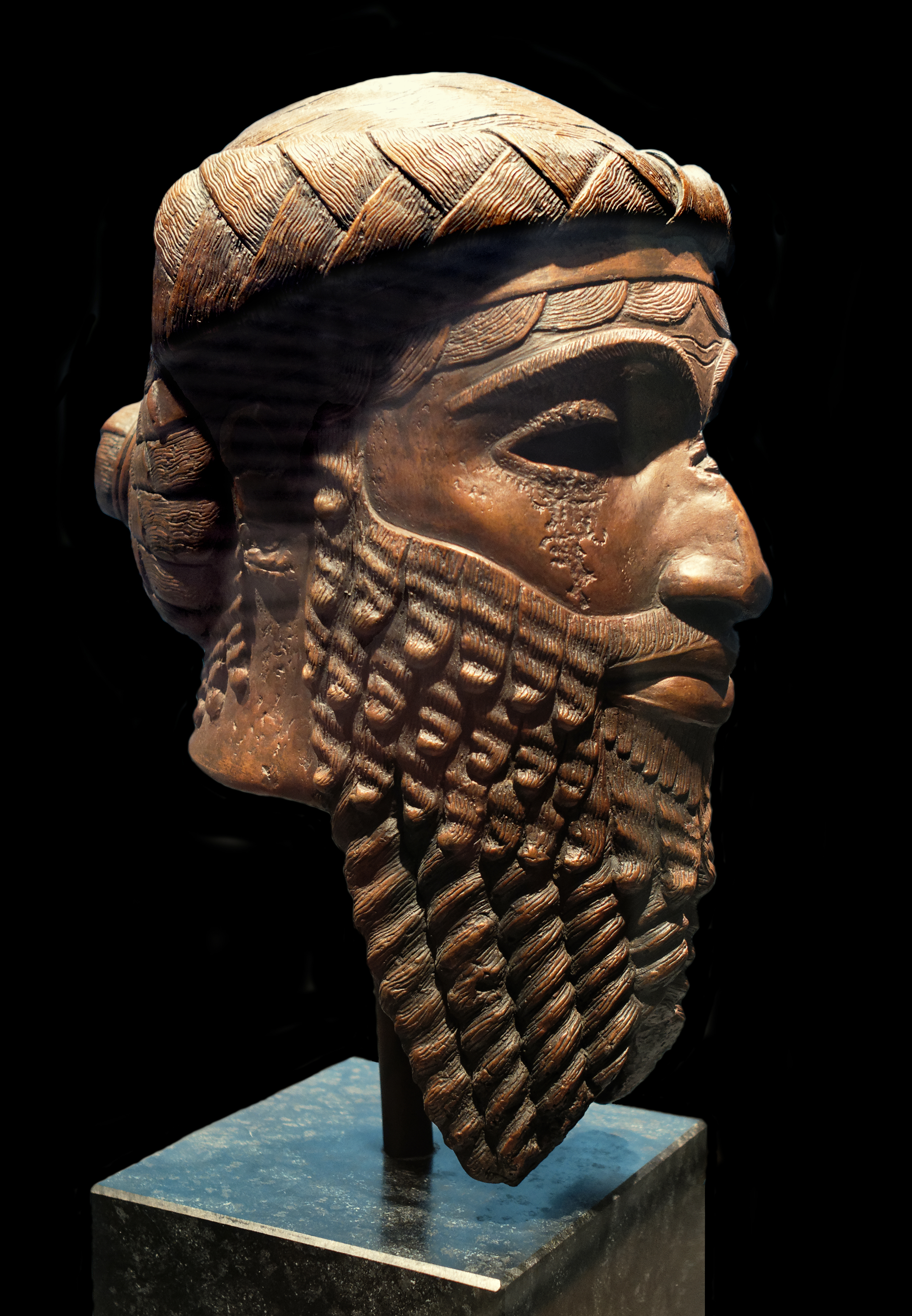
« Masque de Sargon », tête d'un roi de Ninive (alliage cuivreux, Rijksmuseum van Oudheden, -2250).

L'usage du bronze est connu en Égypte dès la IVe dynastie (xxviiie – xxvie siècle av. J.-C.), et restera courant jusqu’à la généralisation du fer, apparu sous la XVIIIe dynastie. Les artisans égyptiens ont créé de très nombreux petits bronzes à vocation essentiellement religieuse. En Mésopotamie, la civilisation sumérienne produit divers objets en bronze vers 2500 av. J.-C. Pour l'empire d'Akkad (de la fin du xxive au début du xxiie siècle av. J.-C.), on connaît une célèbre représentation de la tête d'un roi de Ninive, dans l'empire d'Akkad, en alliage cuivreux et réalisée à la cire perdue date de 2250 av. J.-C.
En Amérique, les civilisations précolombiennes connurent une métallurgie de l'or et du cuivre jusqu'à la conquête espagnole, mais peu de métallurgie du bronze. Les Amérindiens de la culture Moche, sur la côte péruvienne, maîtrisaient le coulage du bronze vers le VIIe siècle apr. J.-C.. La technique de coulée du bronze fut reprise par les Incas, qui en tirèrent aussi bien des ustensiles que des statues. Les Calchaquí, dans le Nord-Ouest de l'Argentine, ont également connu la fabrication du bronze.

### Bronzes grecs et romains

#### Histoire

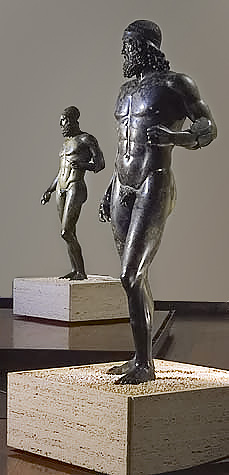
Les bronzes de Riace, statues grecques.

Le bronze est le matériau le plus apprécié des Grecs et des Romains, plus que le marbre : Pline l'Ancien explique ainsi que « l'airain de Corinthe plus que l'argent, et, peu s'en faut, plus que l'or même ». Abondamment employé à l'époque minoenne ou mycénienne, sa technique s'est perdue au cours des siècles dits « obscurs ». Les Grecs l'apprennent de nouveau au contact des peuples du Proche-Orient et de l'Égypte. Le travail de la fonte pleine limite d'abord la taille des pièces. La technique mixte du sphyrélatos est utilisée pour pallier cet inconvénient. Les chevaux votifs de l'époque géométrique (900-700 av. J.-C.) recourent à un autre subterfuge : les artistes utilisent des fils épais et des feuilles bombées pour figurer les différentes parties de l'animal. À l'époque archaïque (800-480 av. J.-C.) l'usage du bronze reste limité à des objets de petite taille. Le succès et la multiplication des grandes statues en bronze marque l'entrée dans l'époque classique (480-323 av. J.-C.) du monde grec. Enfin, les artistes de l'époque hellénistique (323-31 av. J.-C.) s'attachent à copier les œuvres classiques qui sont reproduites et satisfont les Romains.
La recherche de prestige a motivé la création des sculptures en bronze qui était des défis devant les difficultés à relever. Les cités grecques les plus riches montraient alors un grand nombre d'entre elles dans les espaces publics. Mais ce que l'on a du mal à imaginer c'est que la plupart étaient en bronze et régulièrement entretenues pour briller dans toute la splendeur du métal poli, éblouissantes. L'amélioration de la technique de la fonte en creux, en bronze, après les guerres médiques, après 490, a permis des statues plus grandes que nature qui convenaient aux offrandes destinées aux dieux et à la mémoire des héros ou des personnages au comportement exemplaire, dont les cités voulaient garder l'image permanente. Le prix d'une sculpture en bronze était de beaucoup plus élevé que celui d'une sculpture en marbre. Les plus célèbres sculpteurs de l'époque grecque classique au Ve siècle av. J.-C. étaient tous des bronziers. Les statues honorifiques étaient, en général, financées par les cités grecques. La statue d'Athéna Promachos - en bronze - de près de 10 mètres (étayée de l'intérieur par une armature), sur l'Acropole d'Athènes, fut aussi aux frais de la cité pour la commémoration de la victoire sur les Perses, et à l'initiative de Périclès dans un programme de constructions qui allait faire d'Athènes la plus puissante cité de Grèce. Durant l’époque hellénistique, les sculptures de nus en marbre se multiplient, une évolution que les Romains accélèrent par la suite, alors que jusque-là, la matière privilégiée était le bronze.

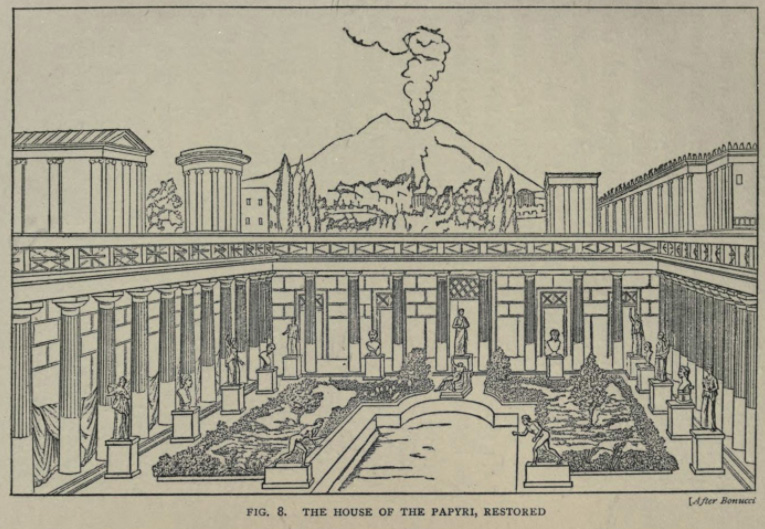
Reconstitution de la villa des Papyrus à Herculanum, Italie. Ethel Ross Barker, 1908.

Les Romains ornaient leurs demeures urbaines, les jardins de leurs villae et leurs thermes de grands bronzes. Comme les Grecs, les grands bronzes sont présents dans les édifices religieux et dans l'espace public. Mais les Romains développent également les portraits impériaux, notamment dans le cadre du culte impérial. Dès la République, les généraux romains pillaient les statues grecques et les rapportaient en Italie : par exemple, en 87/86 av. J.-C., Sylla assiégea Athènes et emporta des objets en métal précieux et des œuvres d’art comme butin. Les copies d'œuvres grecques ne sont pas considérées comme indignes. Enfin, beaucoup de bronzes romains ne sont pas signés.

La plupart des grands bronzes de l'Antiquité, en particulier grecque, ont disparu : beaucoup d'originaux ont été fondus pour d'autres usages (fabrication d'armes, de monnaie, etc.). Avec l'avènement du christianisme, beaucoup de sculptures antiques représentant des divinités païennes ont été détruites. Les sculptures grecques en bronze qui ont disparu sont connues grâce à leurs copies romaines en marbre : cependant, les sculpteurs du monde romain ont adapté les modèles grecs et surtout, le marbre étant plus fragile et plus difficile à travailler que le bronze, des éléments ont été ajoutés en étaiement (par exemple un tronc d'arbre, un rocher, etc.) ou sous forme de socle. Ces copies romaines, même de bonne qualité, sont souvent des modèles réduits des originaux grecs. 

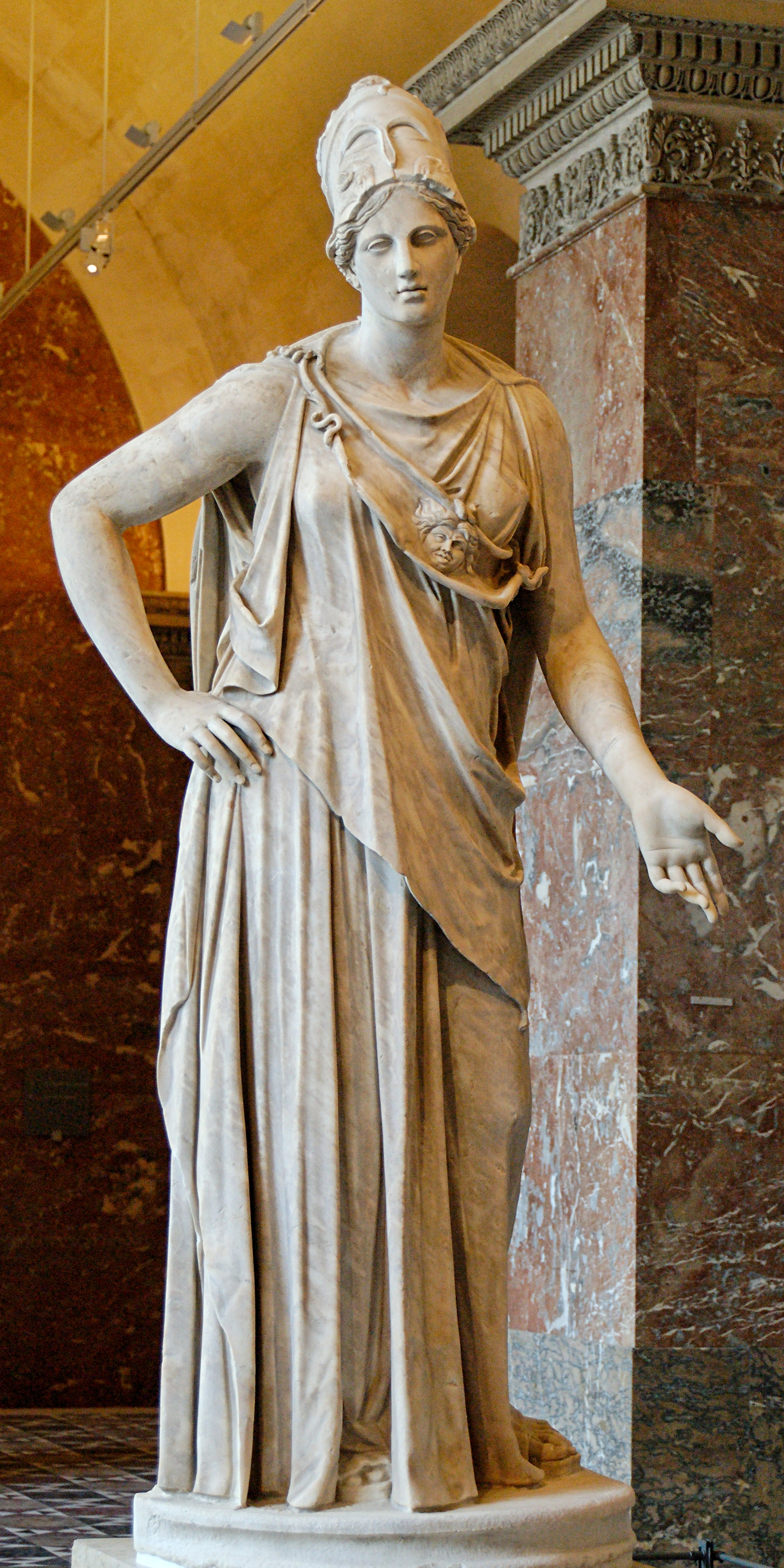
Athéna Mattei, copie romaine de l'Athéna du Pirée, musée du Louvre. La position des bras est différente de celle de l'original grec (photographie de droite)
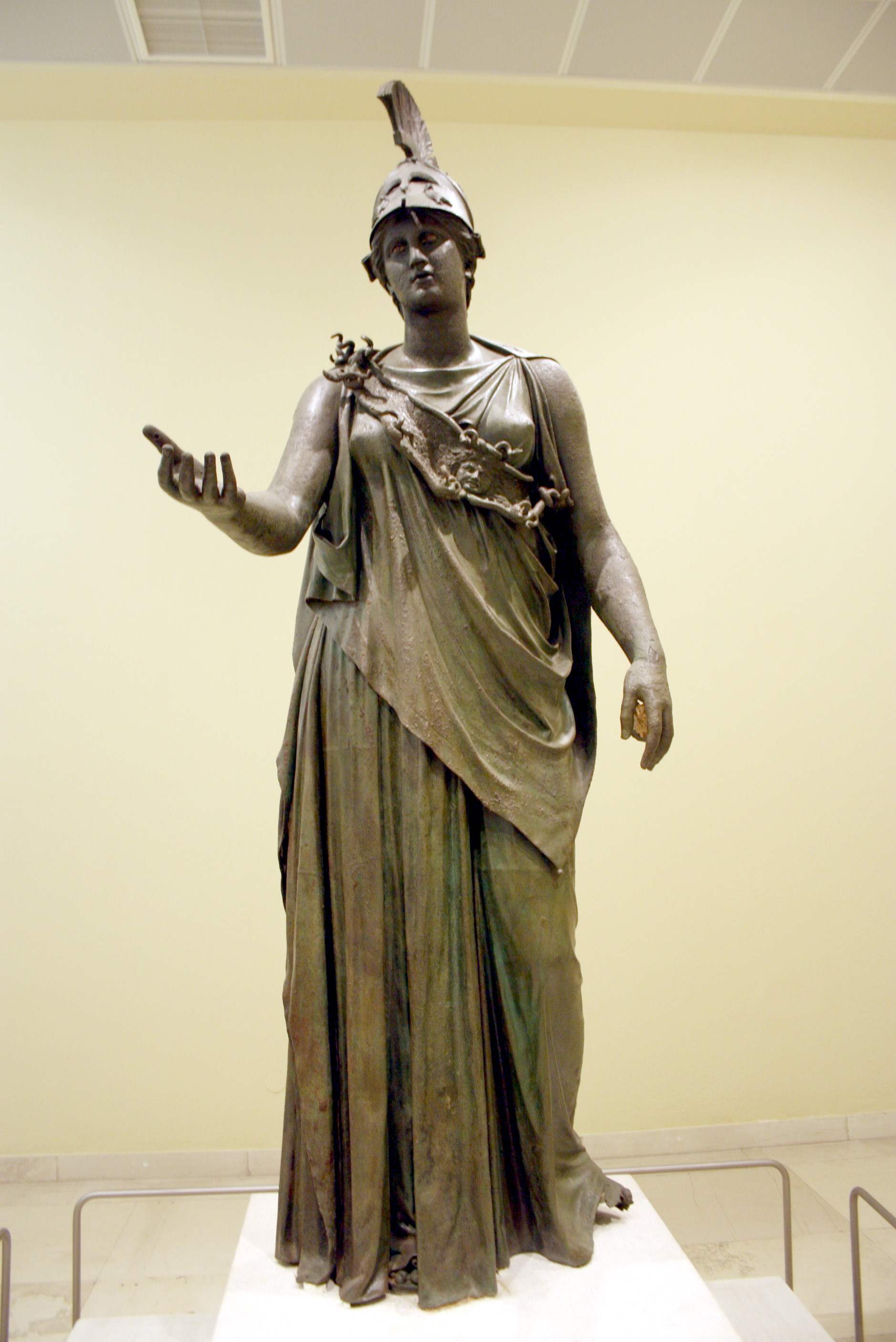
Athéna du Pirée. Original grec en bronze mesurant 2,35 mètres et datant du IVe siècle av. J.-C.
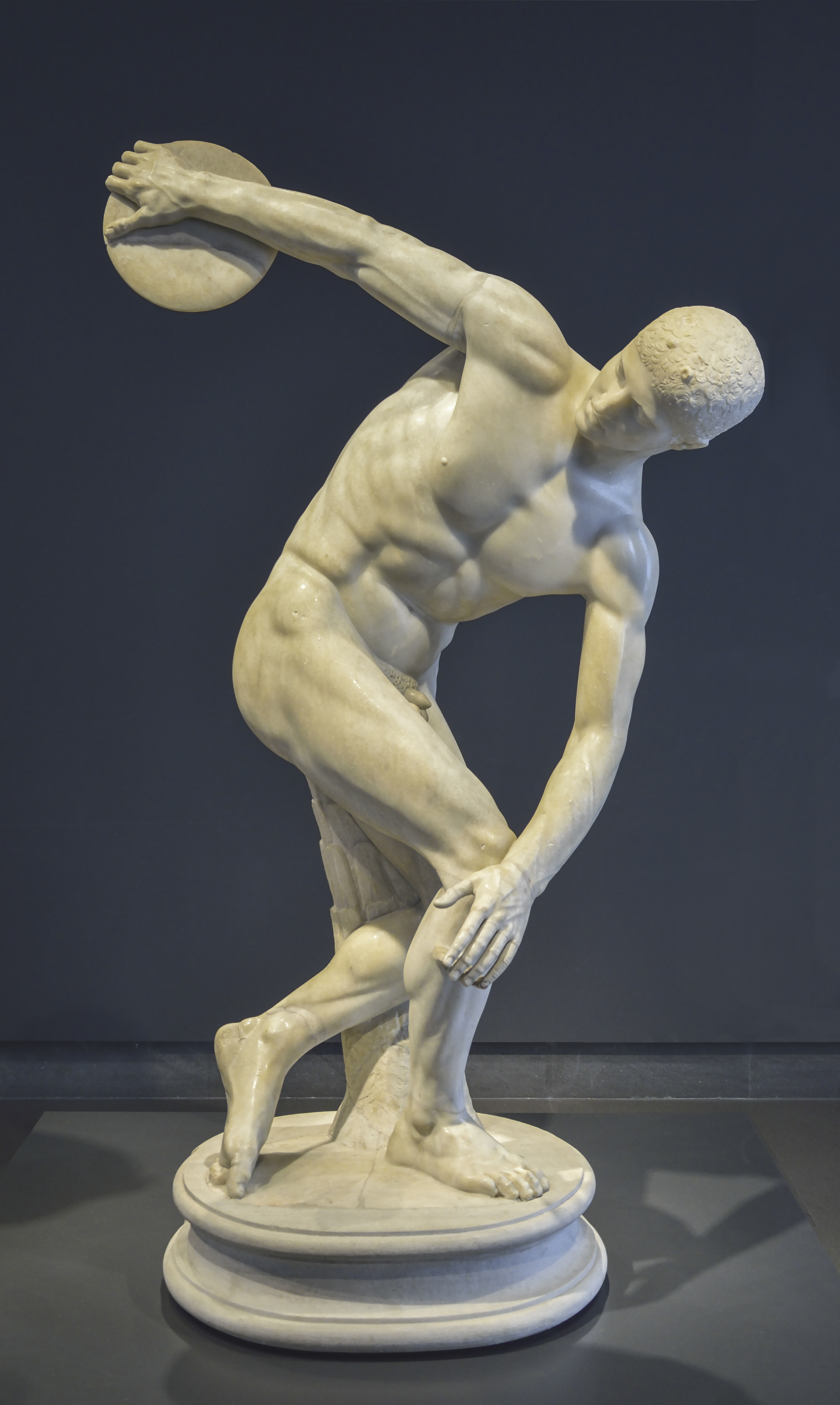
Discobole Lancellotti, copie romaine d'un original grec perdu de Myron, vers 120 ap. J.-C., musée-palais Massimo alle Terme. On remarquera la socle et l'étai.

Les œuvres en bronze qui ont traversé les siècles et qui sont parvenues jusqu'à notre époque sont souvent des bronzes ayant coulé et qui ont été retrouvés lors de fouilles sous-marines d'épaves : c'est le cas par exemple des Bronzes de Riace, l'Athlète de Fano, l'Éphèbe de Marathon, l'Éphèbe d'Anticythère ou encore le Dieu de l'Artémision. D'autres exemplaires ont été retrouvés dans des cours d'eau comme l'Éphèbe d'Agde, statue découverte en 1964 dans le lit de l'Hérault. Le bronze de l'Apoxyomène d'Éphèse a quant à lui été retrouvé sur le site d'Éphèse, la ville ayant été détruite en 263 par les Goths et en 614 par un tremblement de terre. De même, les sites ensevelis par l'éruption du Vésuve en 79 ont révélé plusieurs bronzes antiques, protégés par plusieurs mètres de cendres, et aujourd'hui conservés dans le musée archéologique national de Naples (Satyre endormi, Hermès assis, Coureurs, Bronzes de la Villa des Papyrus). Enfin, les exemplaires intacts sont rares, la plupart des bronzes grecs ont perdu leurs attributs (foudre pour Zeus par exemple) ou encore un ou plusieurs éléments de leur corps (jambes, bras, etc.).

Quelques grands bronzes grecs
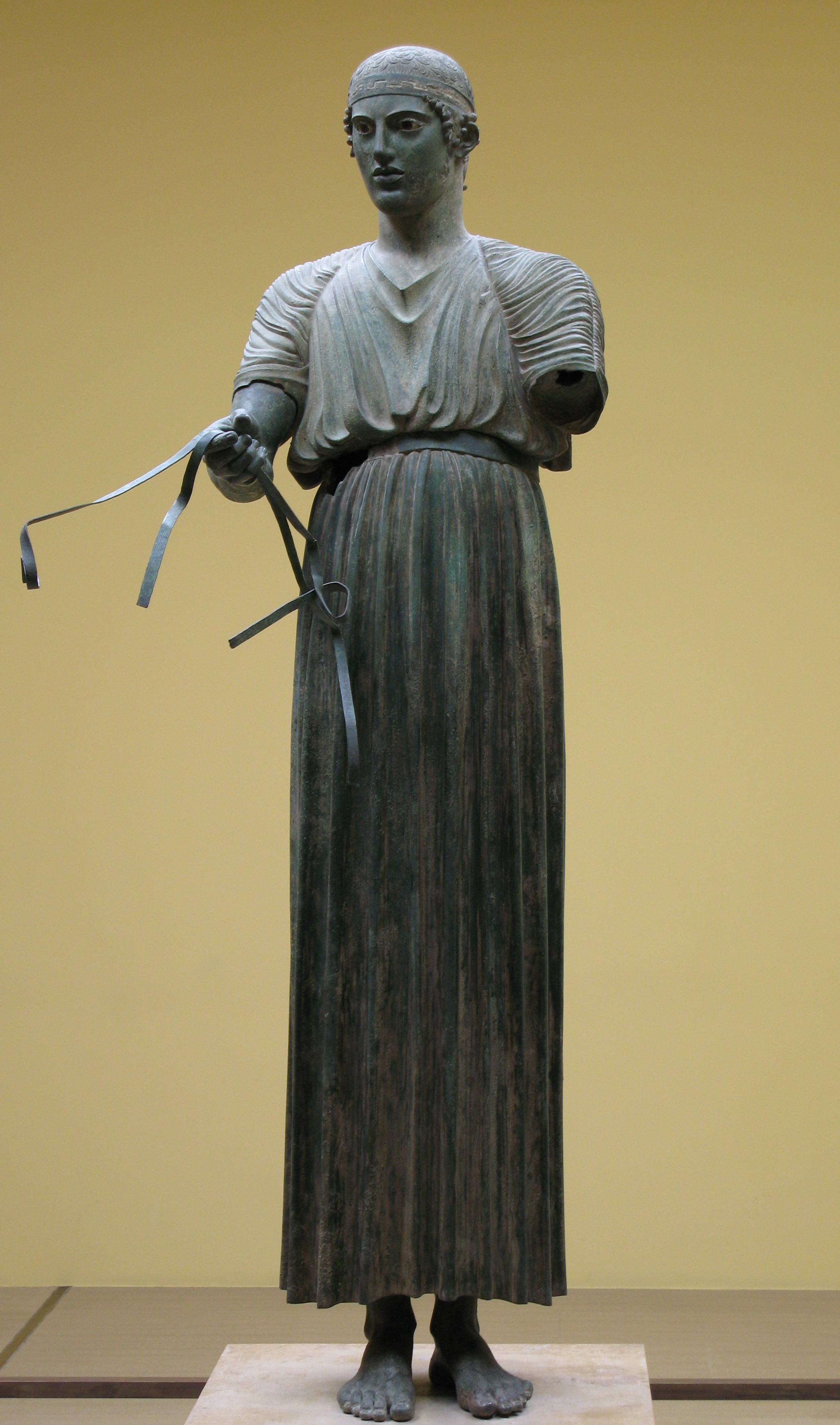
Aurige de Delphes.
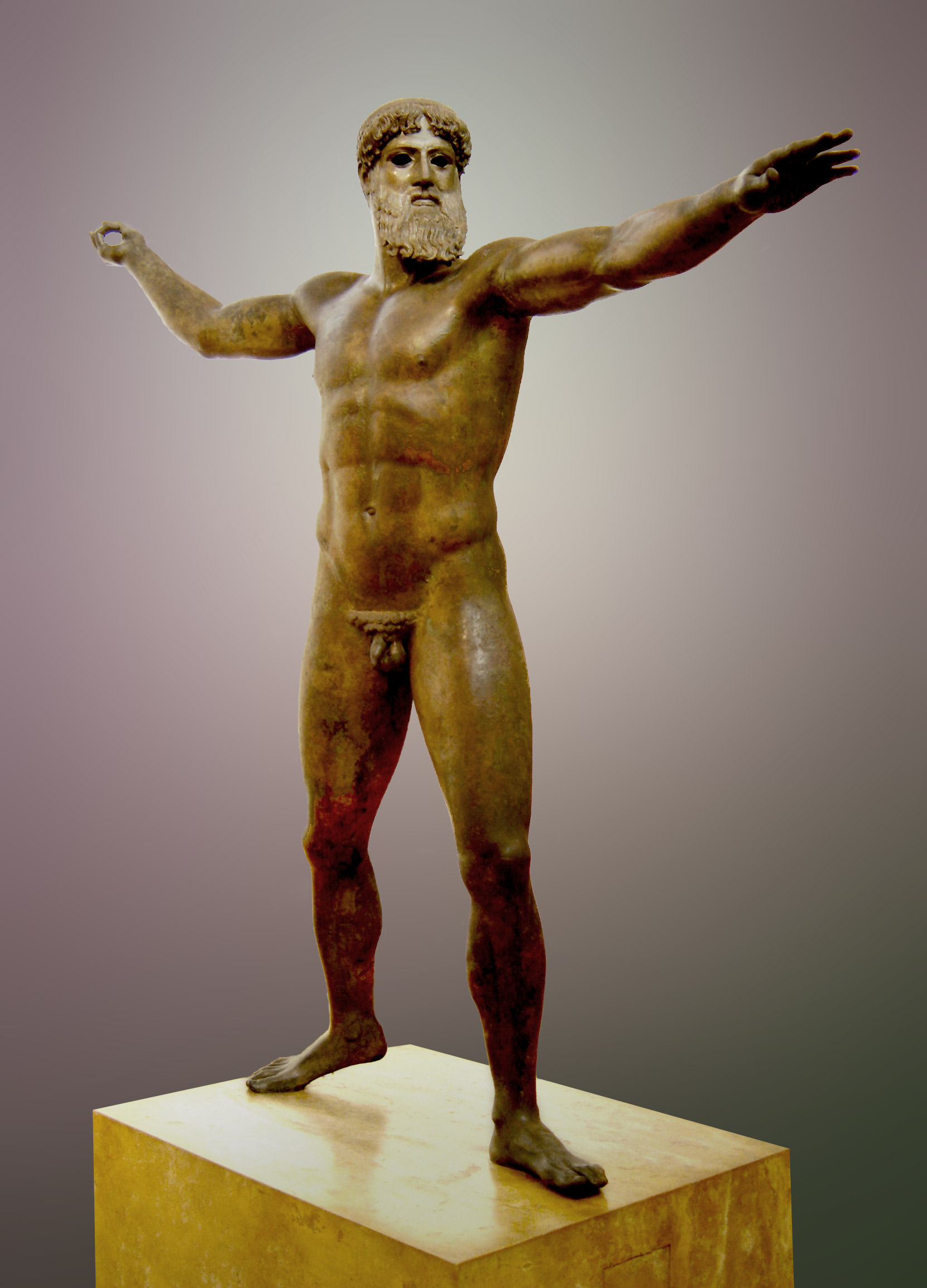
Dieu de l'Artémision
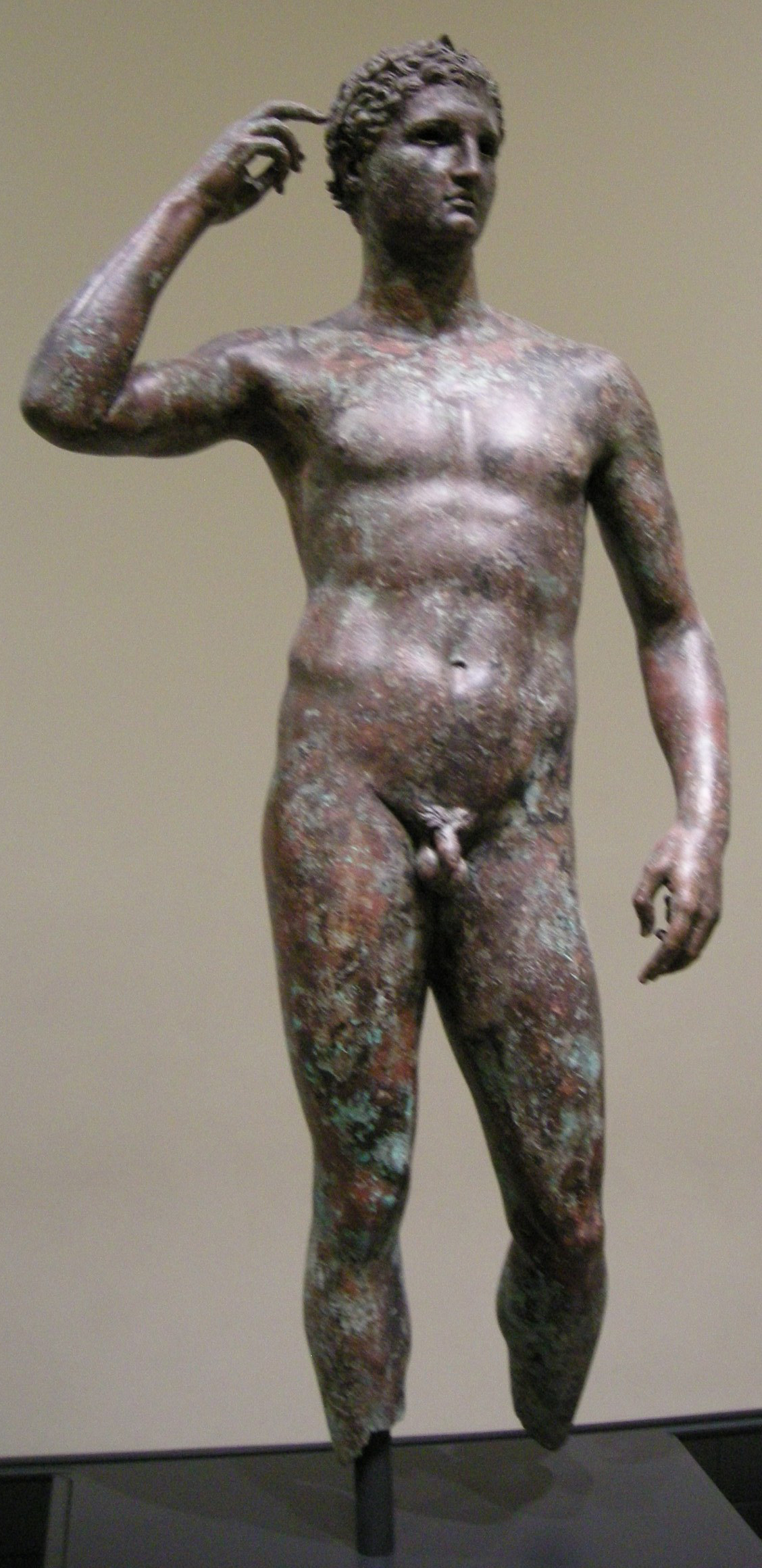
Athlète de Fano
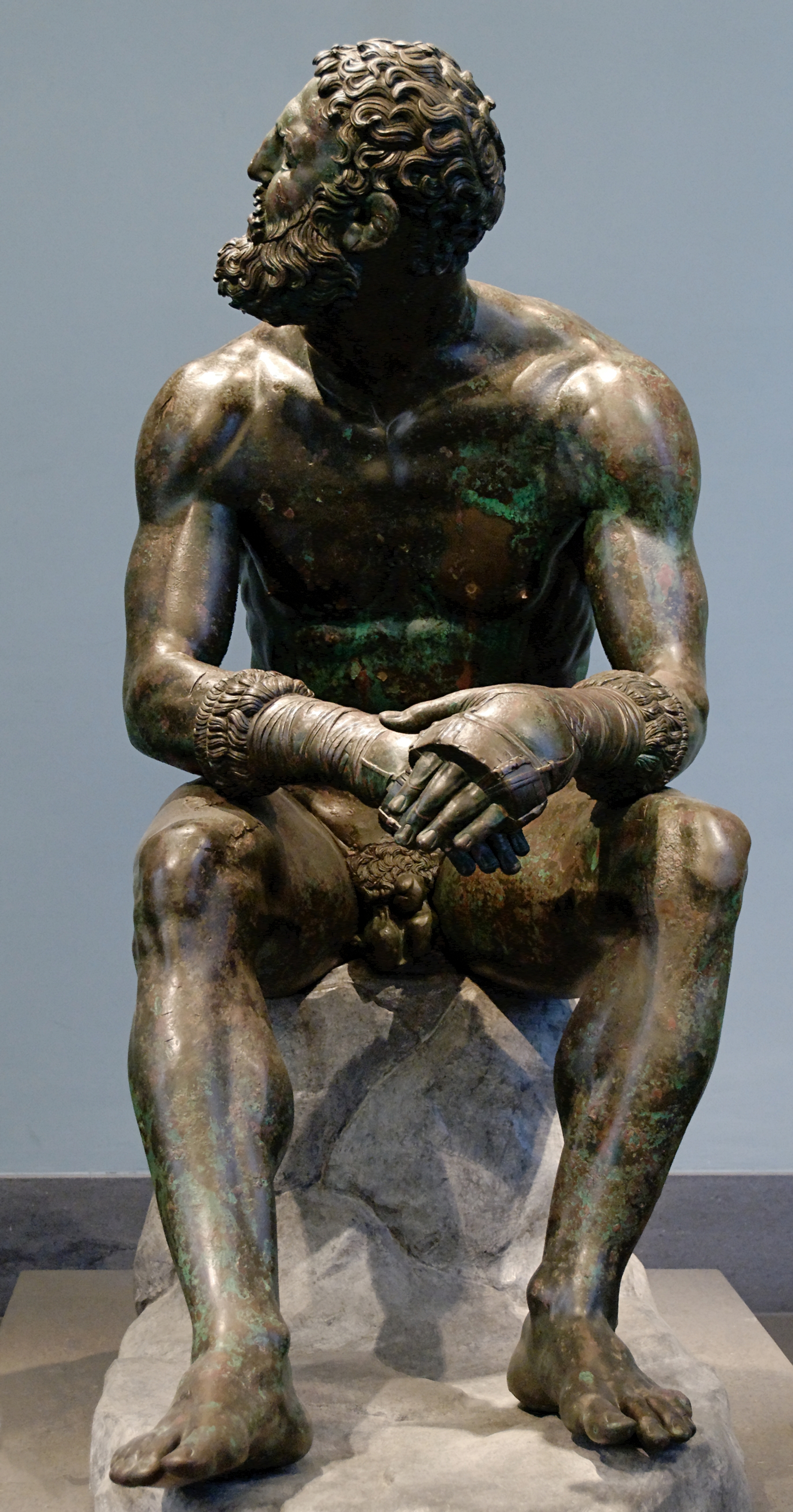
Pugiliste des Thermes
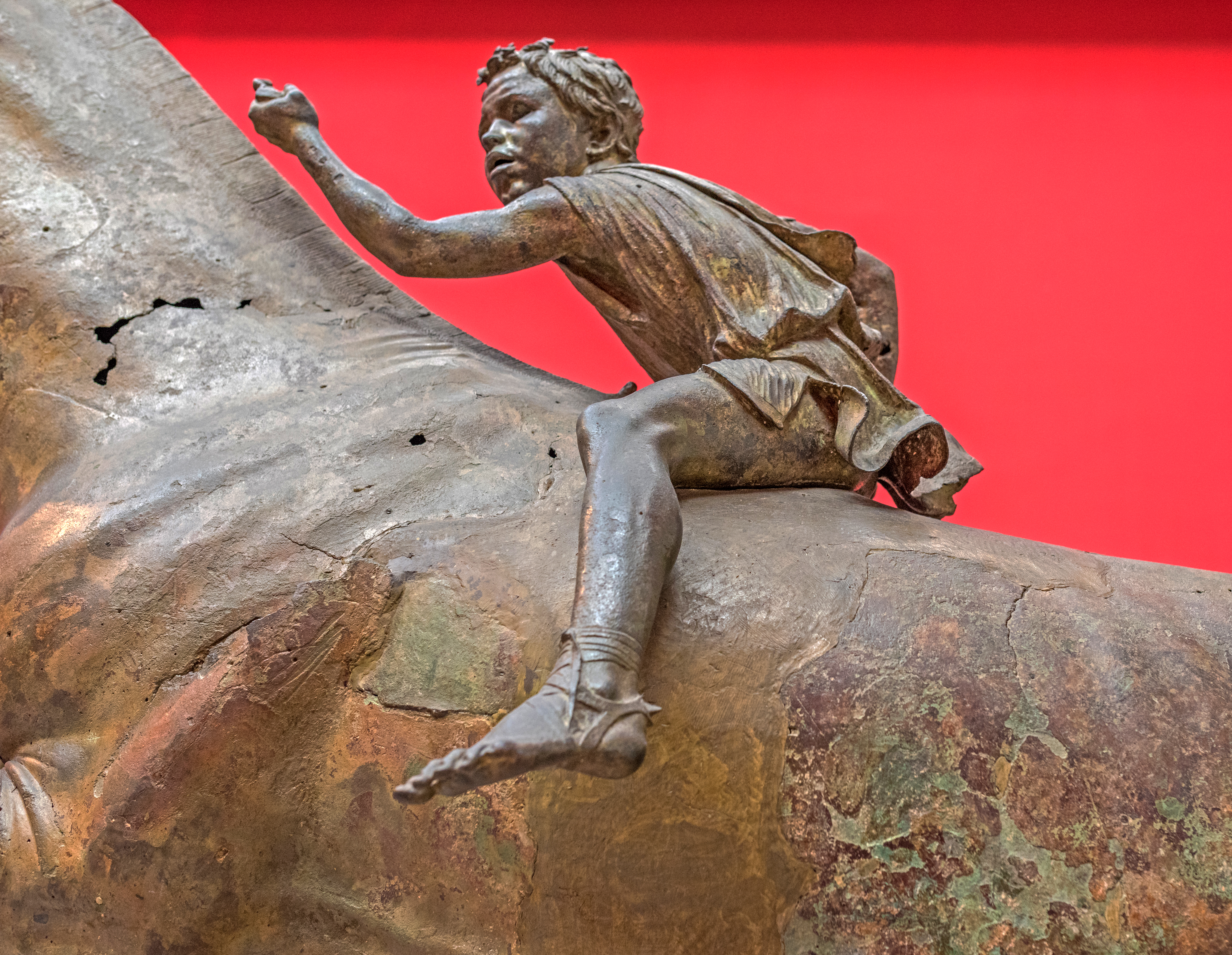
Cavalier de l'Artémision

Quelques grands bronzes romains
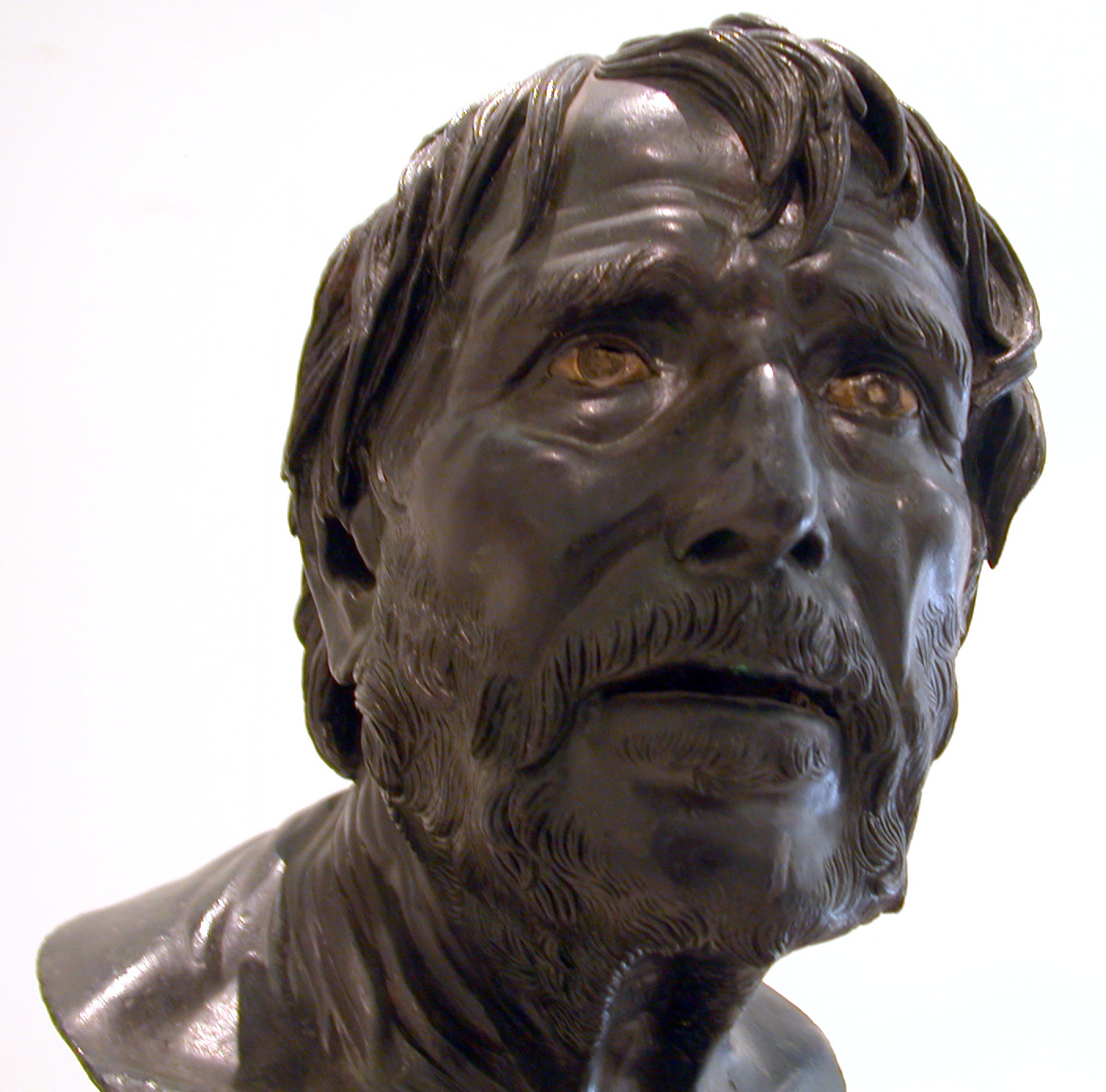
Pseudo-Sénèque
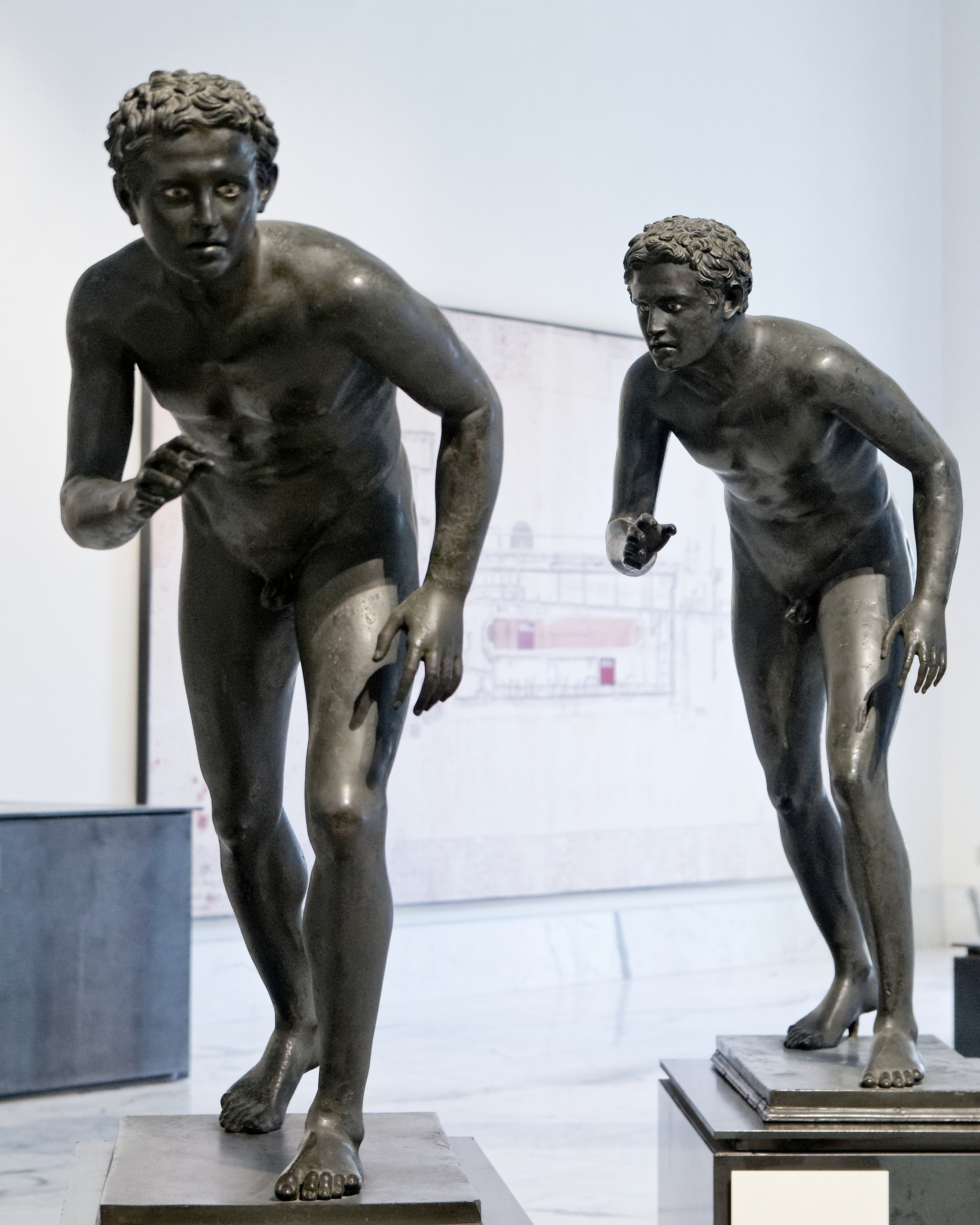
Coureurs
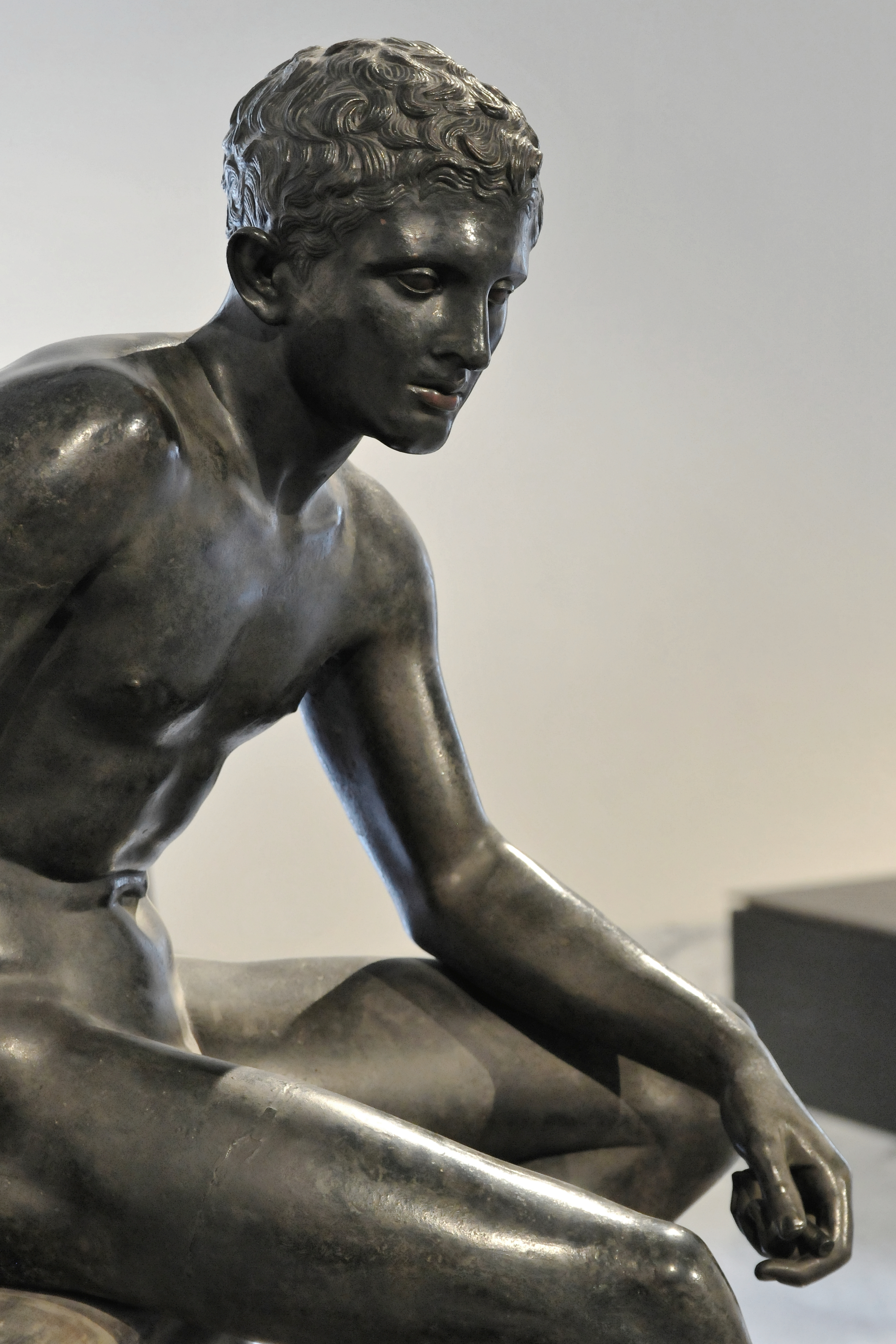
Hermès assis
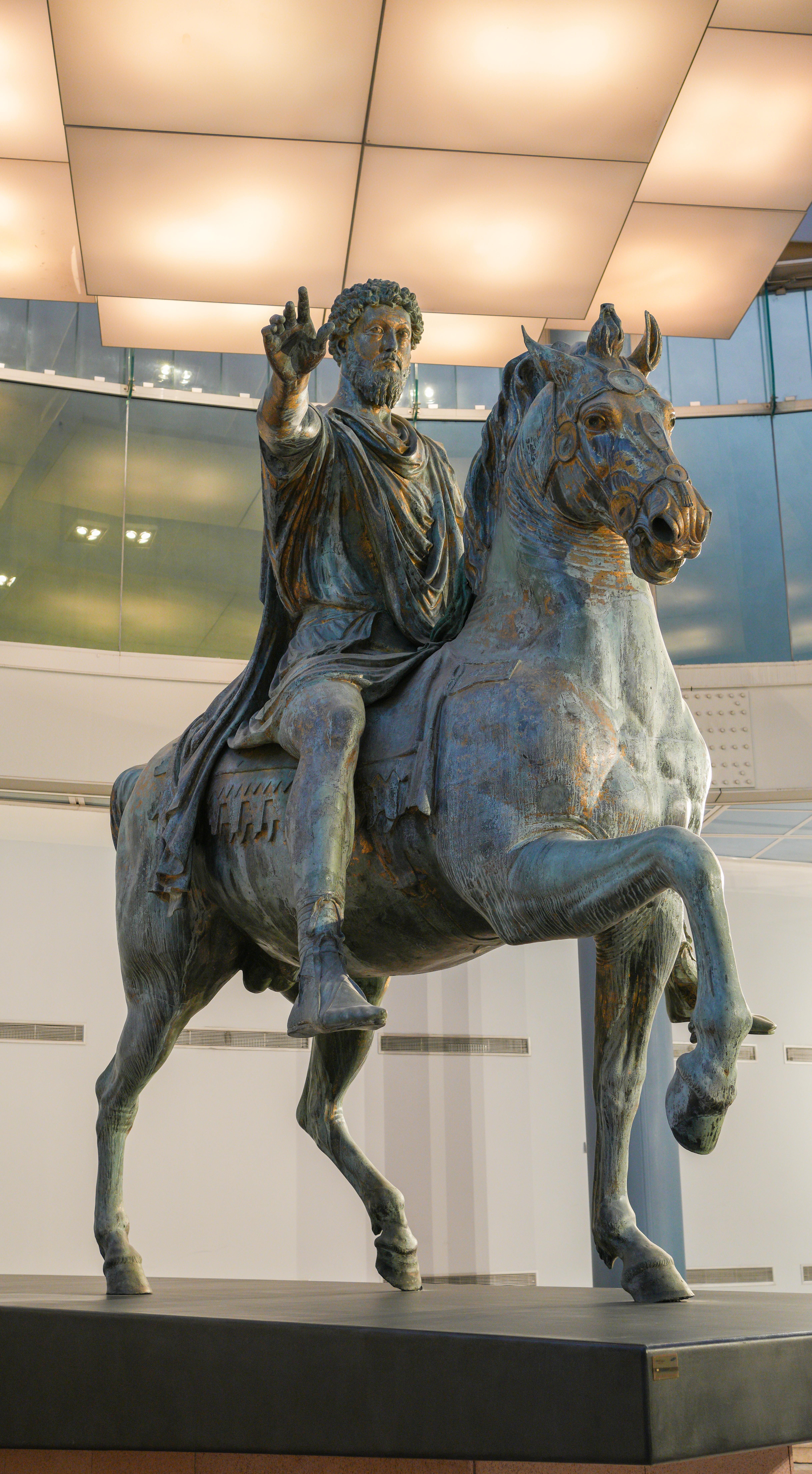
Statue équestre de Marc Aurèle
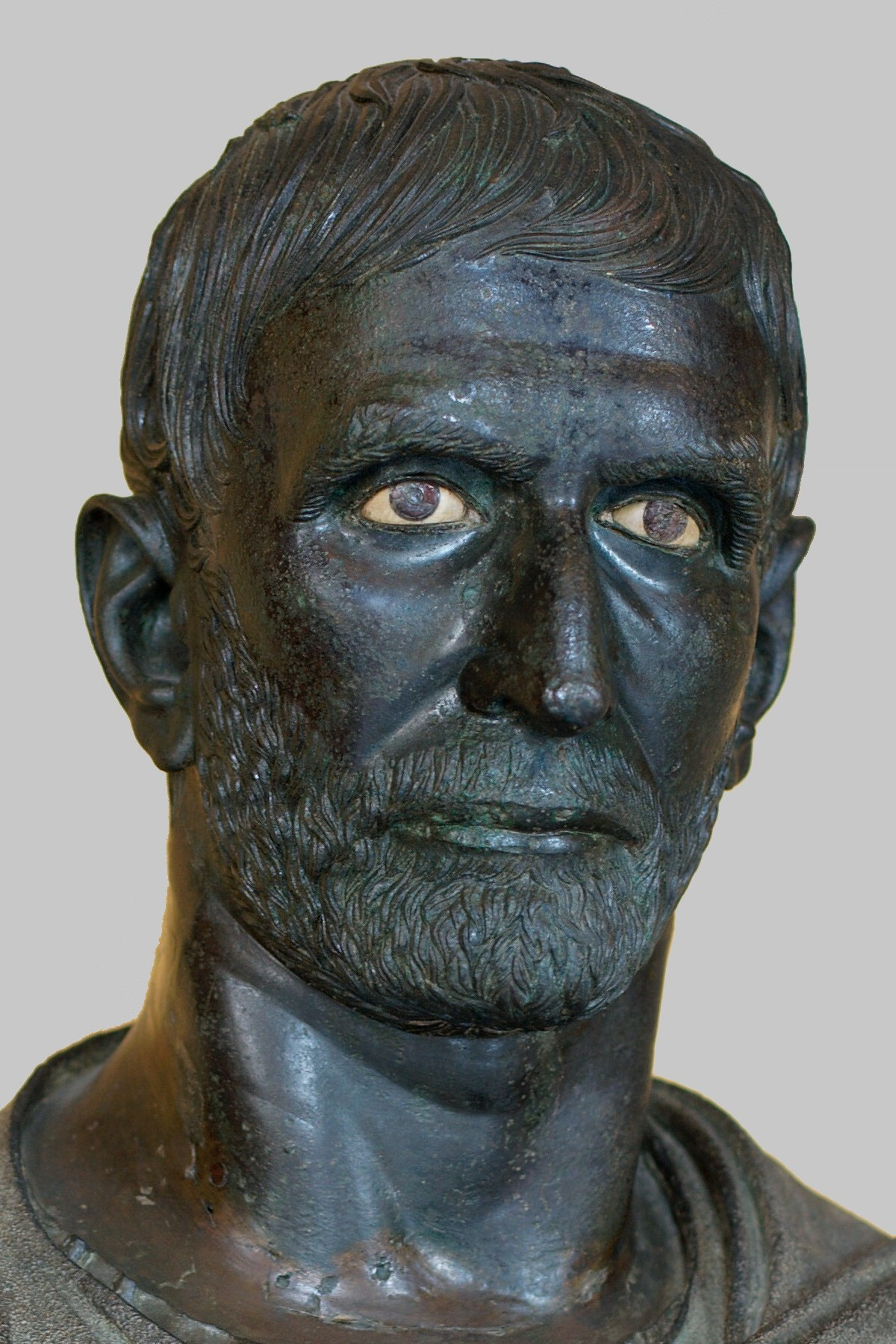
Brutus Capitolin

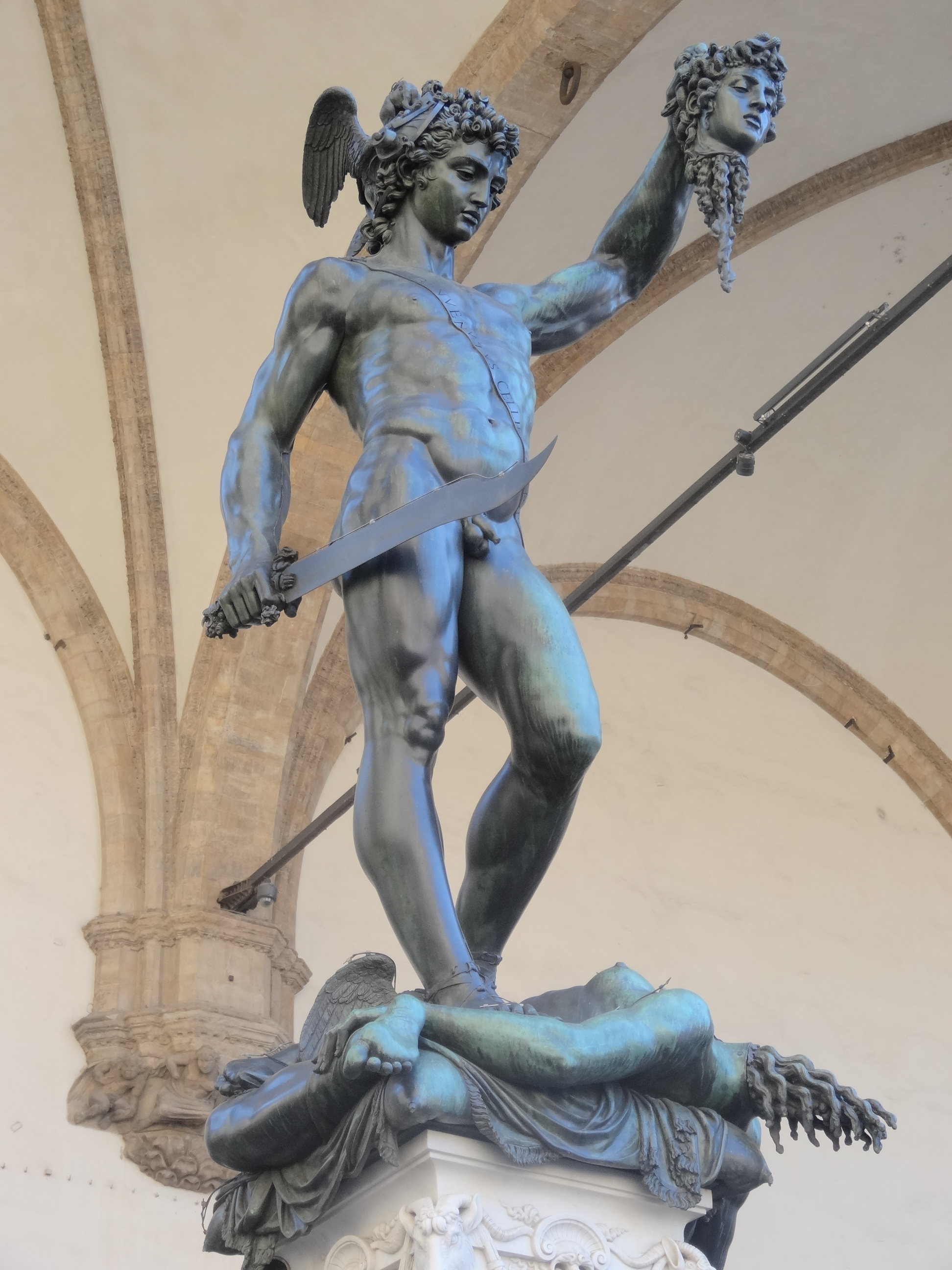
Benevenuto Cellini, Persée tenant la tête de Méduse, Florence, 1545-1554

Les grands bronzes ont été activement recherchés et suscitèrent la convoitise des états, des princes et des aristocrates. En 1204, les Chevaux de Saint-Marc ont été pris par les Vénitiens à Constantinople puis placés au-dessus de la porte de la basilique Saint-Marc de Venise. La statue du Jeune garçon en prière appartint au ministre des finances de Louis XIV Nicolas Fouquet avant d'intégrer les collections de Frédéric II de Prusse. À partir de la Renaissance, dans un contexte de renouveau de l'intérêt pour les œuvres de l'Antiquité, les originaux en bronze furent abondamment copiés, soit en bronze, soit en marbre et firent partie des collections des souverains d'Europe. De nos jours, les grands bronzes font figures de chefs-d'œuvre dans les musées qui mettent en avant ces statues comme des pièces maîtresses de leurs collections : par exemple, le musée archéologique d'Agde se nomme musée de l'Éphèbe. Le musée de Mali Lošinj, est désigné comme musée de l'Apoxyomène, en référence à la statue de l'Apoxyomène de Croatie.

#### Technique

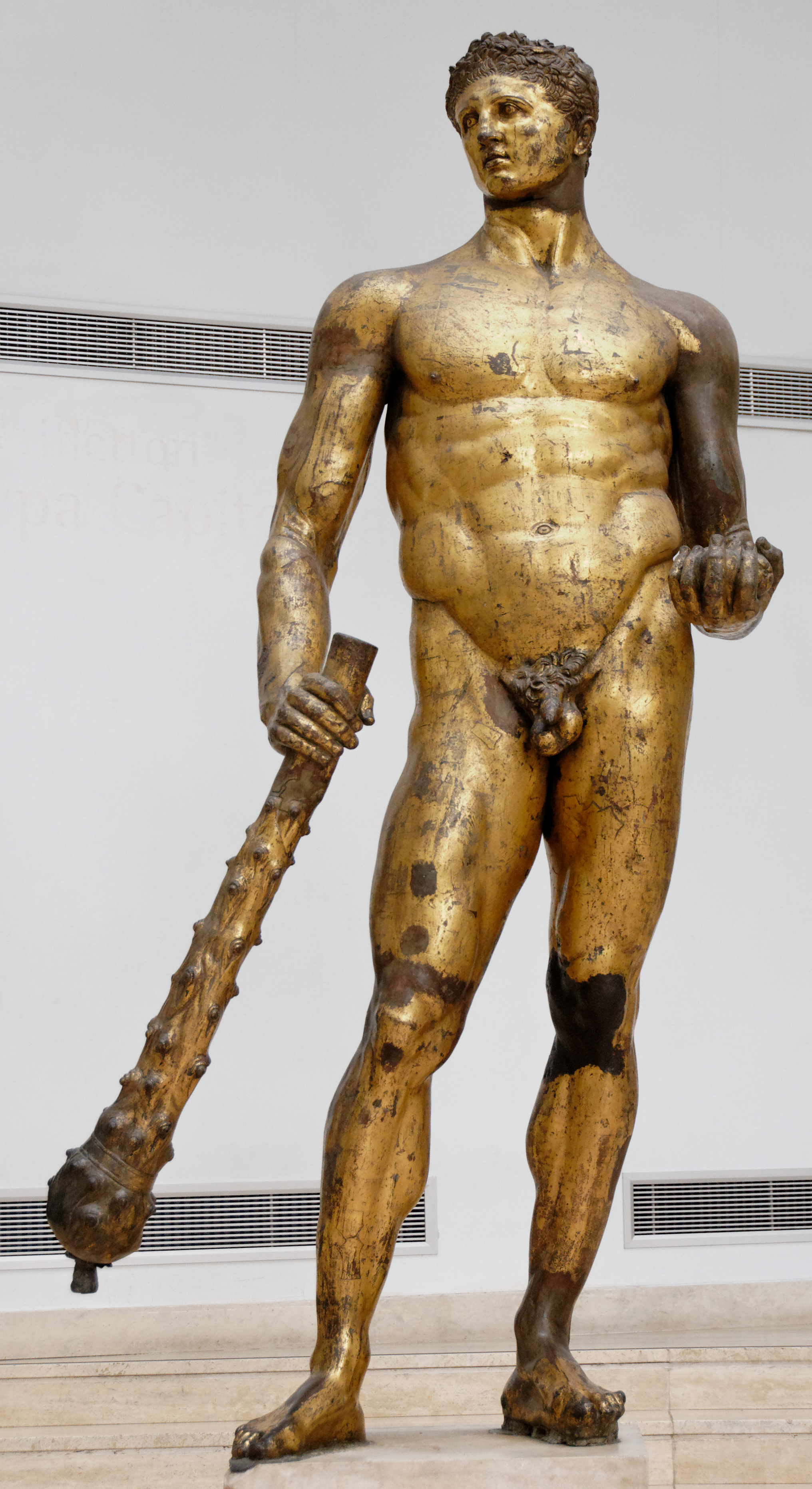
Hercule du forum Boarium. Bronze doré romain de l'époque républicaine.

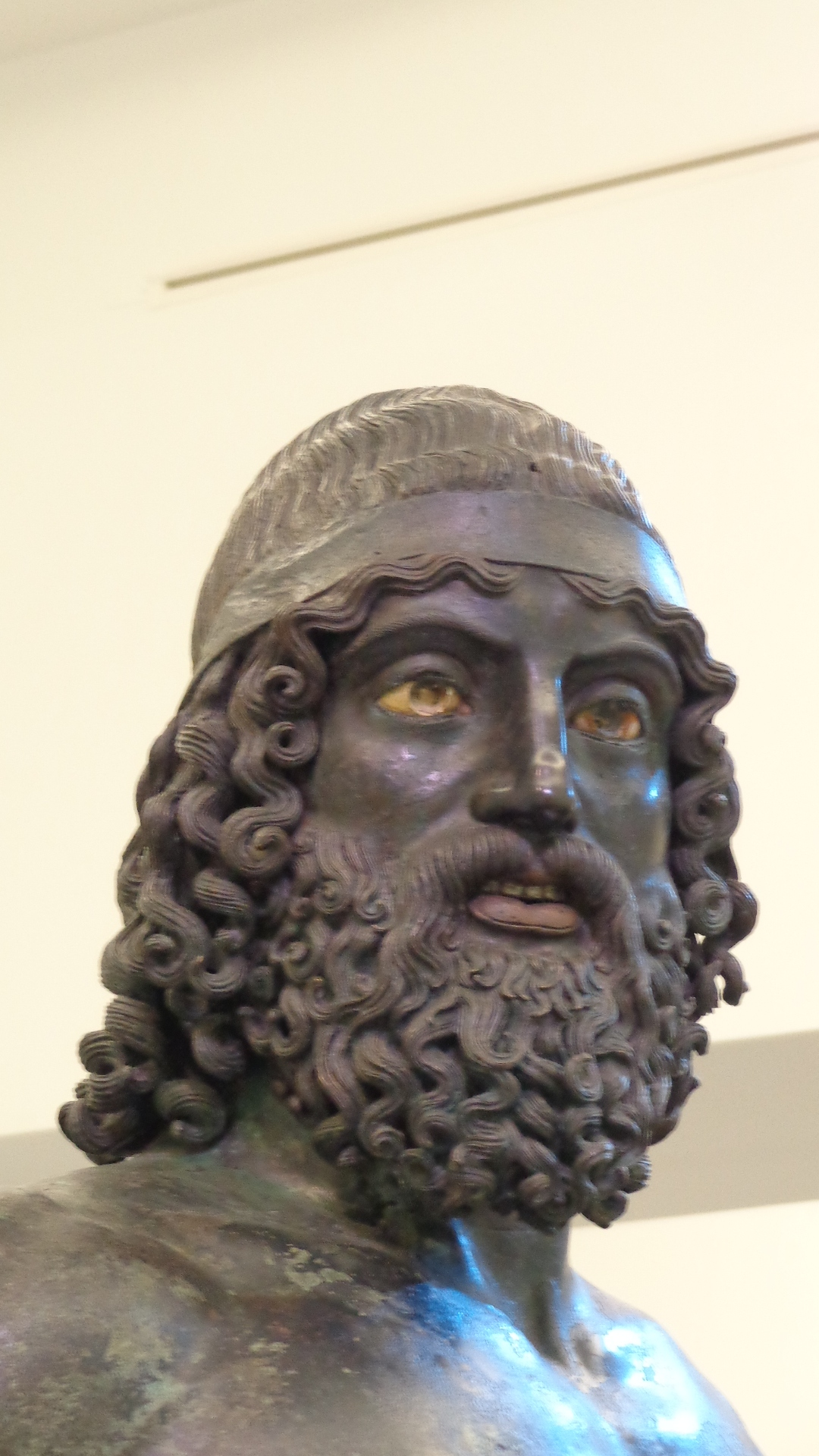
Tête du guerrier A, Bronzes de Riace, vers 460 avant J.-C. Ce bronze antique témoigne du raffinement des artisans grecs : incrustations rouges en cuivre pour les lèvres, feuille d'argent sur les dents, globes oculaires en ivoire.

Tout à la fin du VIe siècle av. J.-C. est découverte par le sculpteur Rhoïcos la technique de la fonte à la cire perdue sur négatif (ou « en creux »), palliatif de la technique sur positif, permettant de conserver le modèle et le moule originels et d'avoir une épaisseur de bronze plus régulière et plus fine, donc moins de problèmes au refroidissement. Cette méthode, selon Pausanias, serait empruntée à l'Égypte, mais ce point reste très contesté. Grâce à cette innovation, le travail du sculpteur se déplace : il devient, dans les sources, le « plastes », le modeleur, et peut réaliser un travail nettement plus virtuose. Dès lors, le bronze devient le matériau de prédilection des sculpteurs, qui semblent en général avoir été aussi les fondeurs.
Le procédé suit plusieurs étapes : un modèle exactement ressemblant à la figure voulue est créé par le sculpteur puis découpé en plusieurs morceaux. Un moule est ensuite réalisé autour de chacun des morceaux ; cette étape est primordiale, puisque c'est grâce à elle que la sculpture aura son aspect définitif. Le noyau est alors ôté, et conservé, mais les Grecs ne semblent pas avoir pour autant dupliqué leurs sculptures, au contraire des Romains. Le moule est ensuite nappé de cire. Pour cette étape, plusieurs processus sont utilisés : le battage, c’est-à-dire le nappage par de la cire liquide, l'application à la main ou au pinceau. On introduit ensuite un noyau en terre réfractaire, puis le premier moule est enlevé. La fonte se poursuit alors comme une fonte à la cire perdue sur positif : des canaux de cire servant à l'alimentation en bronze et à l'évacuation de la cire et des gaz sont ajoutés, puis un moule en argile réfractaire englobe le tout. Le moule est chauffé pour évacuer la cire et le cuire avant d'y couler le bronze fondu. L'ensemble doit être ensuite refroidi, la statue dégagée et ciselée à froid, puis patinée ou cirée.
Dans l'Antiquité, les bronziers grecs puis romains ont majoritairement utilisé la technique de la fonte à la cire perdue. Alors que les Grecs ont peu réutilisé les modèles pour une production en série, du moins à l'époque classique, ce n'a pas été le cas pour les bronziers romains qui ont multiplié les œuvres en séries. Après refroidissement, les artisans grecs prenaient grand soin de perfectionner leurs statues en bronze : ils retiraient les jets, réparaient les défauts, polissaient l'œuvre et procédaient parfois à la dorure de la surface. Les différents rajouts sont assemblés par rivetage ou soudage.
L'usage de patines volontaires dans la Grèce antique est encore très problématique pour les historiens de l'art : la plupart du temps, les statues de bronze ne reçoivent pas de patine chimique. Cependant, les sculpteurs grecs utilisent plusieurs autres matériaux métalliques, notamment pour donner de la polychromie à leurs statues par des incrustations. Ainsi les lèvres et les mamelons sont-ils le plus souvent dans un alliage très riche en cuivre, donc très rouge. Jusqu'au milieu du Ve siècle, les sourcils, le sang et les pointes des seins des hommes nus sont incrustés dans ce même matériau. Il arrive également que les dents soient plaquées d'argent, comme dans le cas de l'Aurige de Delphes et le guerrier A des Bronzes de Riace ; un doigt provenant de l'Acropole d'Athènes atteste la véracité du récit de Pausanias quand il parle d'ongles en argent. Quant aux yeux, il arrive qu'ils soient l'œuvre d'un artisan spécial, comme l'attestent les sources pour la période romaine (l'artisan est appelé oculus faber). Le globe oculaire, en marbre, ivoire, calcaire ou pâte de verre blanche est évidé pour y glisser l'iris en pâte de verre, quartz ou cristal de roche, qui comporte lui-même une cupule où placer la pupille, dans un verre de couleur différente ou en obsidienne. Le tout peut être maintenu par des arceaux métalliques. Les incrustations de l'iris et de la pupille n'emplissent pas entièrement la cavité qui leur est destinée, afin que la lumière puisse jouer avec. Des nuances très fines peuvent être obtenues, comme dans le cas d'une tête d'enfant hellénistique provenant d'Olympie dont l'iris est dans une pâte de verre brune avec des reflets violacés.

### La sculpture en bronze à l'époque moderne (XVe–XVIIIesiècles)
À partir de la Renaissance, le bronze rivalisait avec le marbre principalement pour les monuments funéraires, les fontaines et les petites sculptures pour la décoration intérieure, ainsi que pour les statues équestres. Les deux bas-reliefs de bronze réalisés pour le concours de 1401 de la porte nord du baptistère de Florence, le Sacrifice d'Isaac (it) de Lorenzo Ghiberti et celui (it) de Filippo Brunelleschi, sont considérés, selon l'historiographie de l'art, comme l'acte fondateur de la Renaissance artistique.
Le David de Donatello (1430-1432) est considérée comme le premier grand bronze fondu depuis l'Antiquité. Cette œuvre a été commandée par Cosme de Médicis. Entre 1489 et 1494, Léonard de Vinci s’occupe de la réalisation d'une imposante statue équestre en bronze en l’honneur du duc de Milan Francesco Sforza. Il projette d'abord de faire un cheval en mouvement. Mais, devant les difficultés d'une telle réalisation, il est obligé de renoncer et revient à une solution plus classique. Seul un immense modèle en argile est réalisé en 1493. Mais les 60 tonnes de bronze nécessaires pour la statue sont utilisées pour fondre des canons servant à la défense de la ville contre l’invasion du roi français Charles VIII. Le modèle en argile est toutefois exposé au palais des Sforza et sa confection contribue considérablement à la notoriété de Léonard auprès de la cour de Milan. La statue Persée tenant la tête de Méduse de Cellini représente également un grand défi technique pour l'époque, puisque la technique de la fonte d’une statue en bronze de cette hauteur a été perdue depuis l’Antiquité.
Les reproductions de statuettes en bronze étaient répandues à la Renaissance, en raison du grand nombre de collectionneurs. À Florence, Antonio Pollaiolo (Hercule et Antée) et Andrea del Verrocchio (Le Petit Ange au dauphin) ont créé de nombreux bronzes pour le compte de la famille Médicis. De l’atelier de Léonard de Vinci sont sortis de petits bronzes comme le cheval cabré d’une hauteur de 23 cm. Le sculpteur de Mantoue Pier Jacopo Alari Bonacolsi s’installa à Rome pour l’exécution de réductions de bronze de marbres anciens.
Jean de Bologne fut l'un des grands sculpteurs de bronze de la fin du XVIe siècle : Marie de Médicis lui commande une statue équestre du roi Henri IV, exposée sur l'île de la Cité, à Paris. Cette statue, première du genre en France, sera détruite pendant la Révolution.

### La sculpture en bronze à l'époque contemporaine

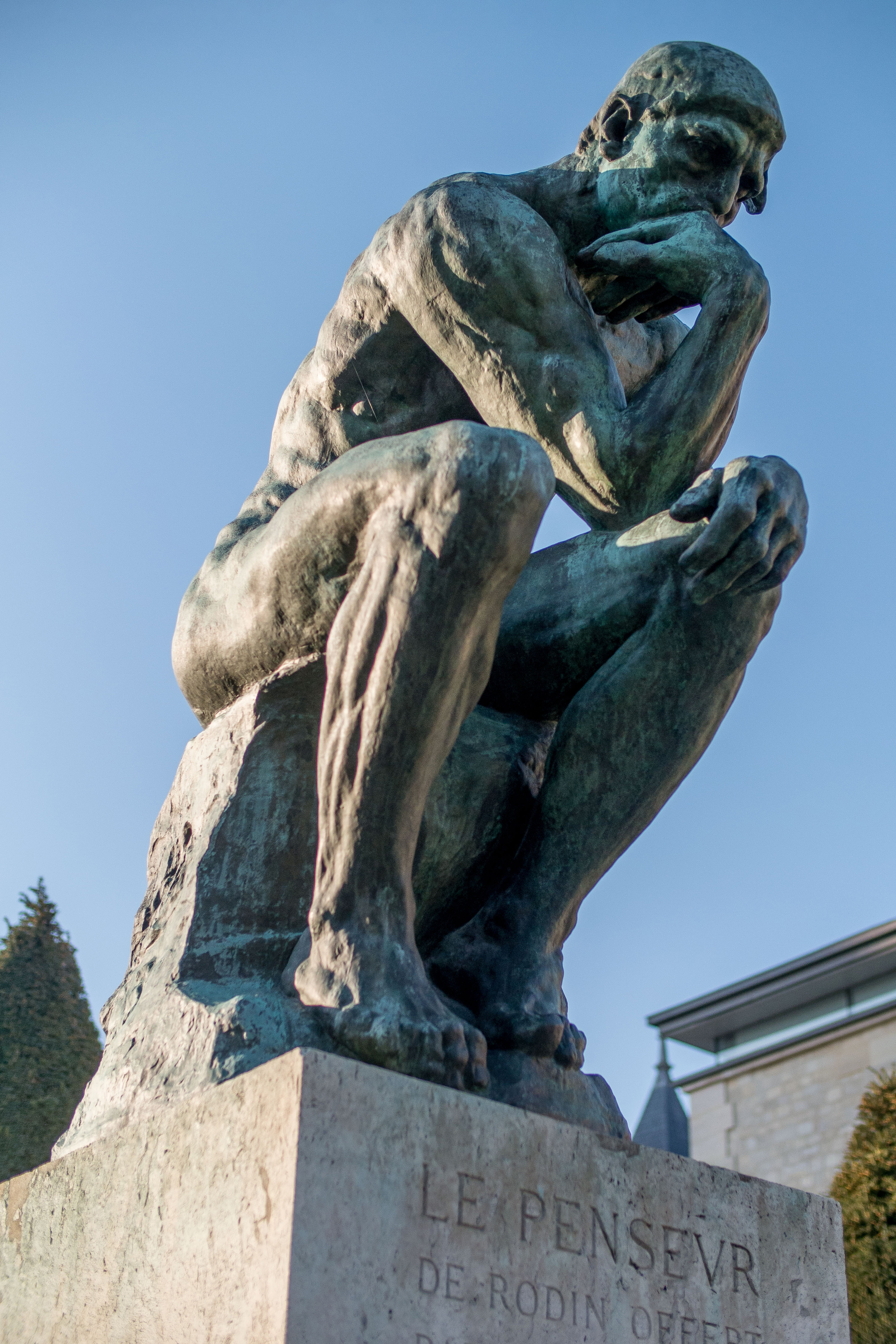
Auguste Rodin, Le Penseur, jardins du musée Rodin, Paris.

La sculpteur français Auguste Rodin révolutionne l'usage du bronze. Si le bronze est une technique ancestrale, Rodin va avoir accès à de nouveaux alliages développés pendant le XIXe siècle par la révolution industrielle et technique, basés sur le mélange en variation de proportion de cuivre, étain, zinc, plomb, aluminium, manganèse, phosphore. Serge Gérard, dans son livre Rodin. L'homme d'airain donne les proportions suivantes : cuivre, 85 à 90 %, étain, 12 à 17 %, zinc et plomb en quantité infinitésimale. Cette variation permet de dater ou d'expertiser les différentes fontes de bronzes. Dès la mort de Rodin,, la question de l'authenticité des bronzes se pose, Rodin lui-même qualifiant ses bronzes de « reproduction de ses originaux en argile », il avait donné autorisation au fondeur Barbedienne de reproduire contre redevance son œuvre à échelle plus réduite, sans limite de nombre. Depuis que l'œuvre de Rodin est entré dans le domaine public en 1982, Le Penseur, par exemple, a été édité à 25 exemplaires en Corée en 2000 ainsi que par la fonderie Valsuani-Airaindor à Chevreuse depuis 1998. Ces bronzes sont considérés comme des reproductions non originales.
Au XXe siècle, le bronze est travaillé par des artistes comme Constantin Brancusi et ses formes fondamentales ou Alberto Giacometti et ses statues aux formes élancées.

## Technique
La technique décrite ci-dessous est issue des techniques et traditions du Burkina Faso.

### Modelage de la cire

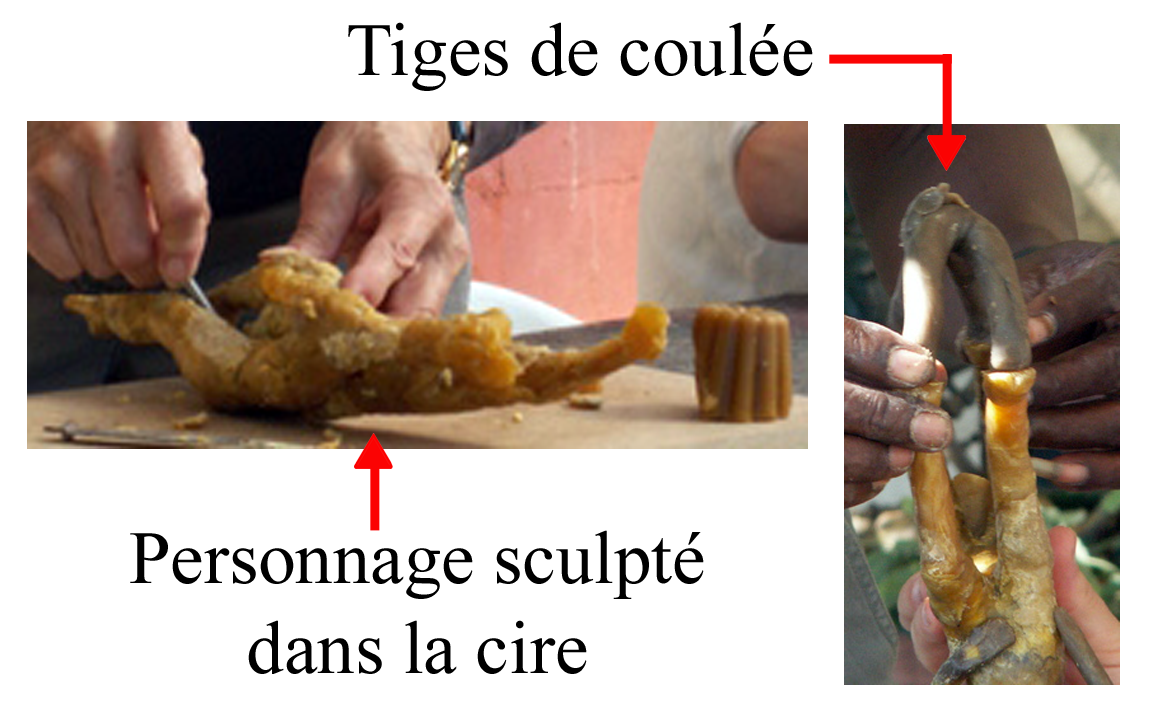
Modelage en cire et tiges de coulée.

Le modelage de la cire s'effectue à mains nues et à l'aide d'outils pour la sculpter. On peut la rendre plus ou moins malléable en la chauffant. Dès que le modèle présente une masse tant soit peu importante, on réalise un noyau en terre argileuse, plâtre, etc. Ceci permet d'éviter que des retraits et défauts apparaissent lors de la coulée de bronze. Le modelage de la cire offre la possibilité d'effectuer de petits détails jusqu'à un millimètre d'épaisseur.
Lorsque le modelage de la cire est effectué, il faut y ajouter une tige de coulée (1 à 2 cm de diamètre) qui sera découpée une fois le bronze coulé. On ajoute également des tiges de coulée entre les parties les plus éloignées pour permettre au métal, lors de la coulée de se distribuer jusqu'aux plus fines extrémités.

### Préparation du moule

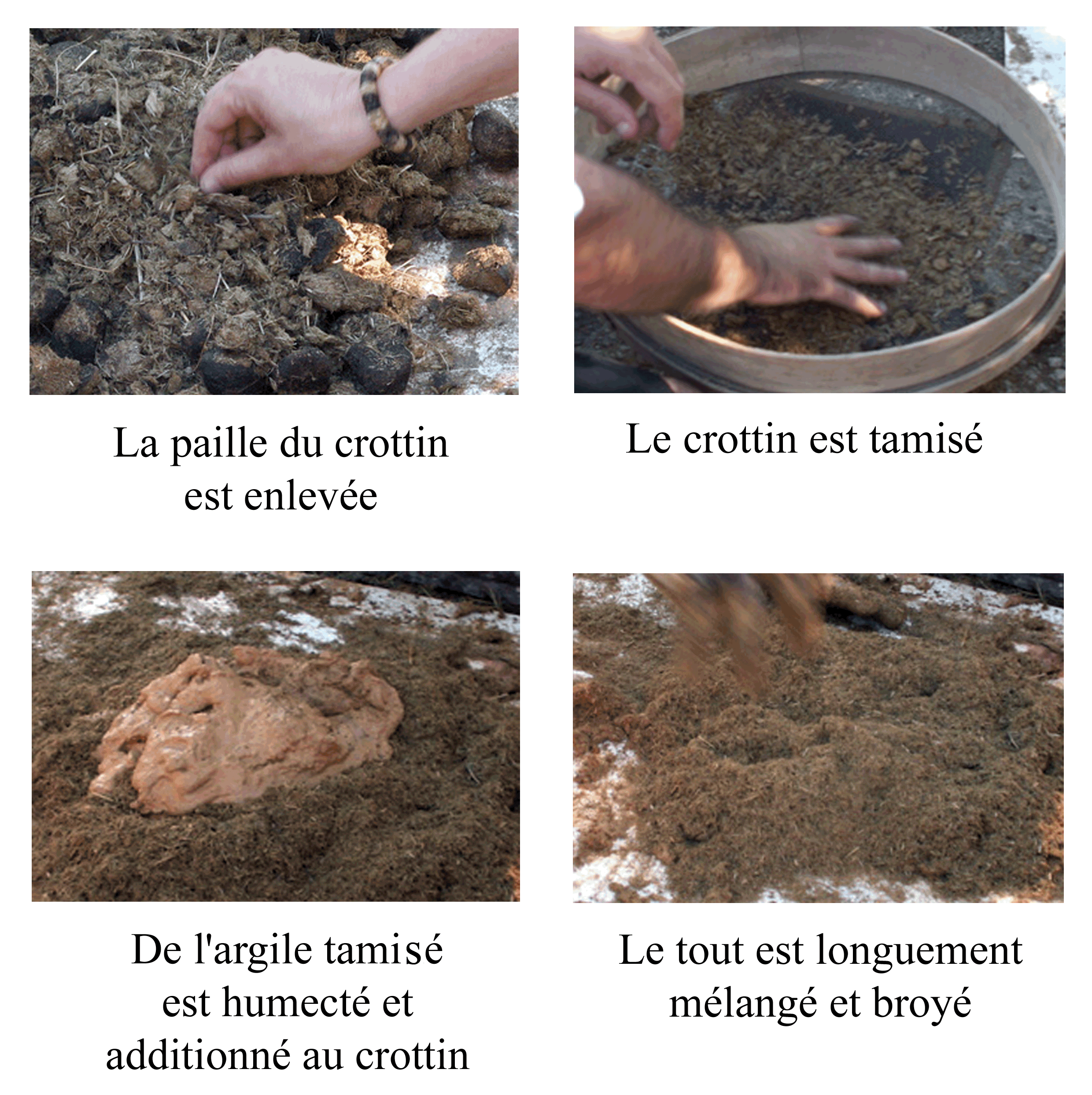
Préparation du crottin d'âne et de l'argile.

Dans la méthode traditionnelle burkinabé, le moule est élaboré en plusieurs fois. Le modèle en cire est recouvert d'une première fine couche d'argile.
Après séchage, plusieurs couches composées d'un mélange d'argile et de crottes d'âne séchées, appelés banko, viennent recouvrir la première. L'ensemble est ensuite renforcé à l'aide de tiges métalliques et de fil de fer lorsque la pièce est de grande dimension.

### Séchage du moule

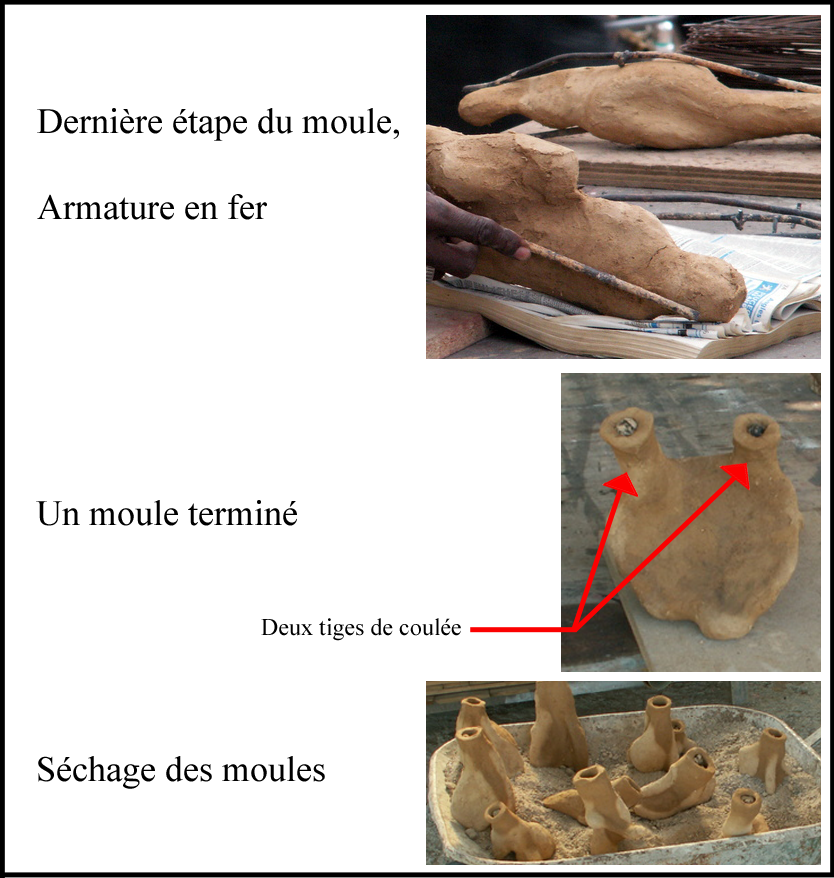
Dernière étape : séchage des moules.

La préparation du moule est une méthode longue, car chaque couche de banko doit être appliquée une fois que la couche précédente est bien sèche. Un séchage à l'abri du soleil permet au moule de ne pas fissurer.

### Évacuation de la cire et cuisson du moule

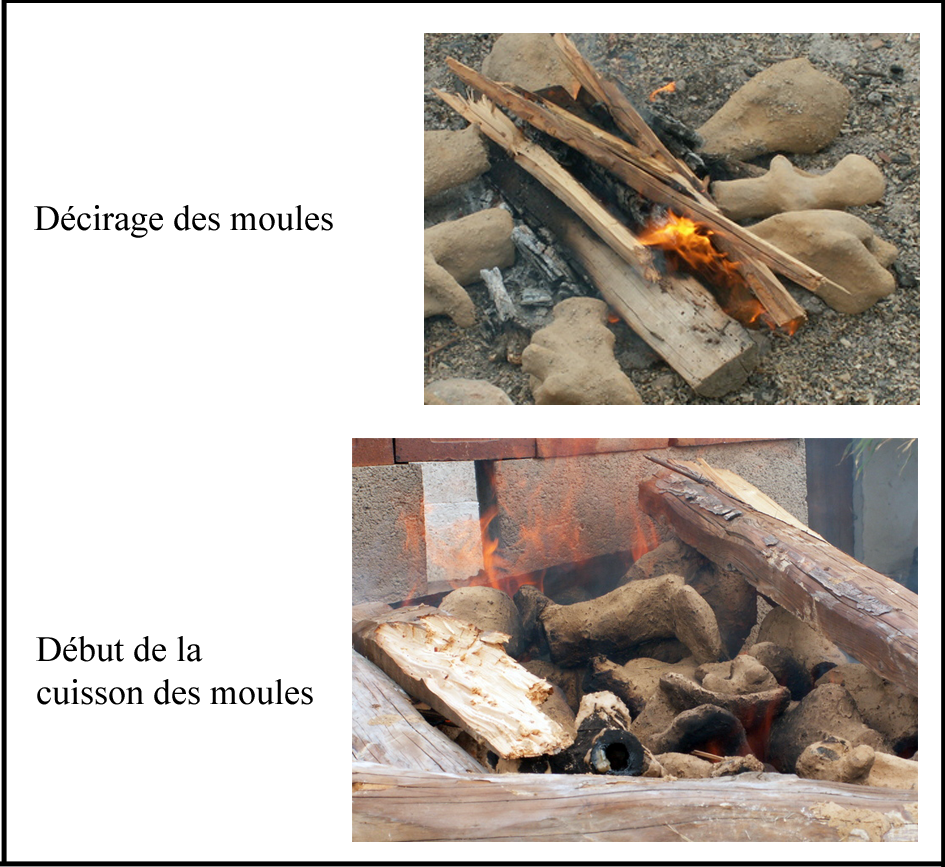
Décirage des moules puis cuisson des moules.

Une fois que le moule est bien sec, il faut le placer dans un feu moyen, en commençant par chauffer l'orifice de sortie (tige de coulée) puis en chauffant et vidant progressivement vers l'arrière du moule. La cire peut être récupérée pour une réutilisation future. Lorsque le moule est vide, un bruit comparable à celle d'une cuisson signale que l'étape est terminée.
Le moule peut alors être cuit. Pour cela, il faut le placer dans un feu très fort, durant plusieurs heures pour le cuire, dans les braises. Cette cuisson permet de durcir le banko, et aussi de brûler les matières organiques (dont le crottin d'âne) du moule. Cette étape rend alors le moule poreux et l'air pourra circuler lors de la coulée de métal.

### Coulage du métal

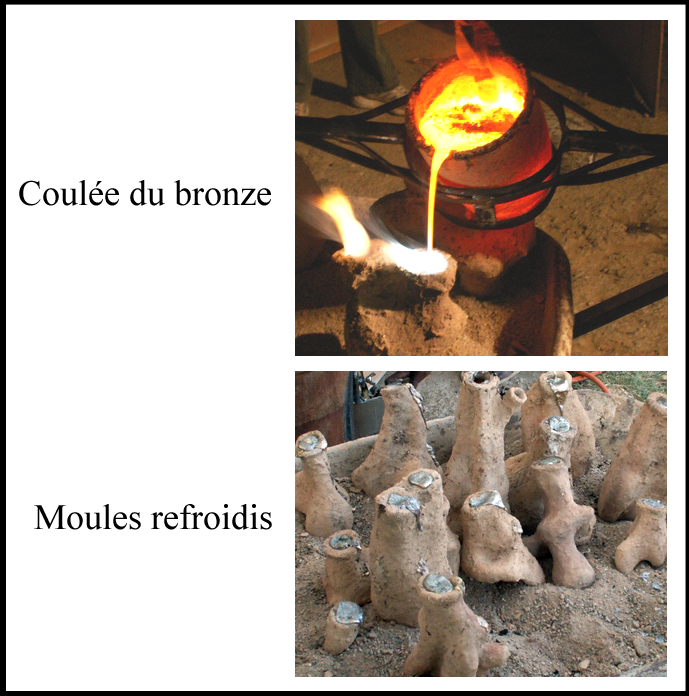
Coulée du bronze et refroidissement.

La méthode traditionnelle burkinabé de coulage de bronze utilise divers métaux récupérés (bronze, étain, cuivre, zinc). Le mélange est soigneusement préparé lors de la chauffe et porté à 1 200 °C. Lors des derniers instants de cuisson, le fondeur ajoute une poignée de charbon sur le haut du creuset, qu'il ôte ensuite juste avant de couler le métal.
Les moules sont alors disposés bien droit dans du sable (on les sort du feu qui les a cuits). Bien calés entre eux, on y verse le bronze liquide soit à l'aide d'une louche en fer, soit directement en versant le creuset dans l'orifice.

### Destruction du moule et finitions
Une fois les coulées effectuées, on attend que les moules refroidissent pendant quelques heures, puis on peut les détruire pour faire apparaître la sculpture. Des petits manques peuvent être présents, si les tiges de coulées étaient mal réparties, si le moule a été mal réalisé ou si la coulée n'était pas réussie.
On peut ensuite effectuer les finitions (polir, limer, poncer...).

## Patines
Les patines nécessitent un grand savoir-faire. La sculpture obtenue après la coulée est généralement de couleur jaune doré. Selon l'effet que l'on veut obtenir on peut appliquer différents produits pour oxyder le métal. Il faut alors chauffer la sculpture dans un feu doux, appliquer les mélanges et laisser agir (d'une heure jusqu'à plusieurs jours). Lorsque la couleur de la patine souhaitée est atteinte, on stoppe l'oxydation avec de la cire (cire pour meubles).
Différents produits sont utilisés pour les patines, par exemple :

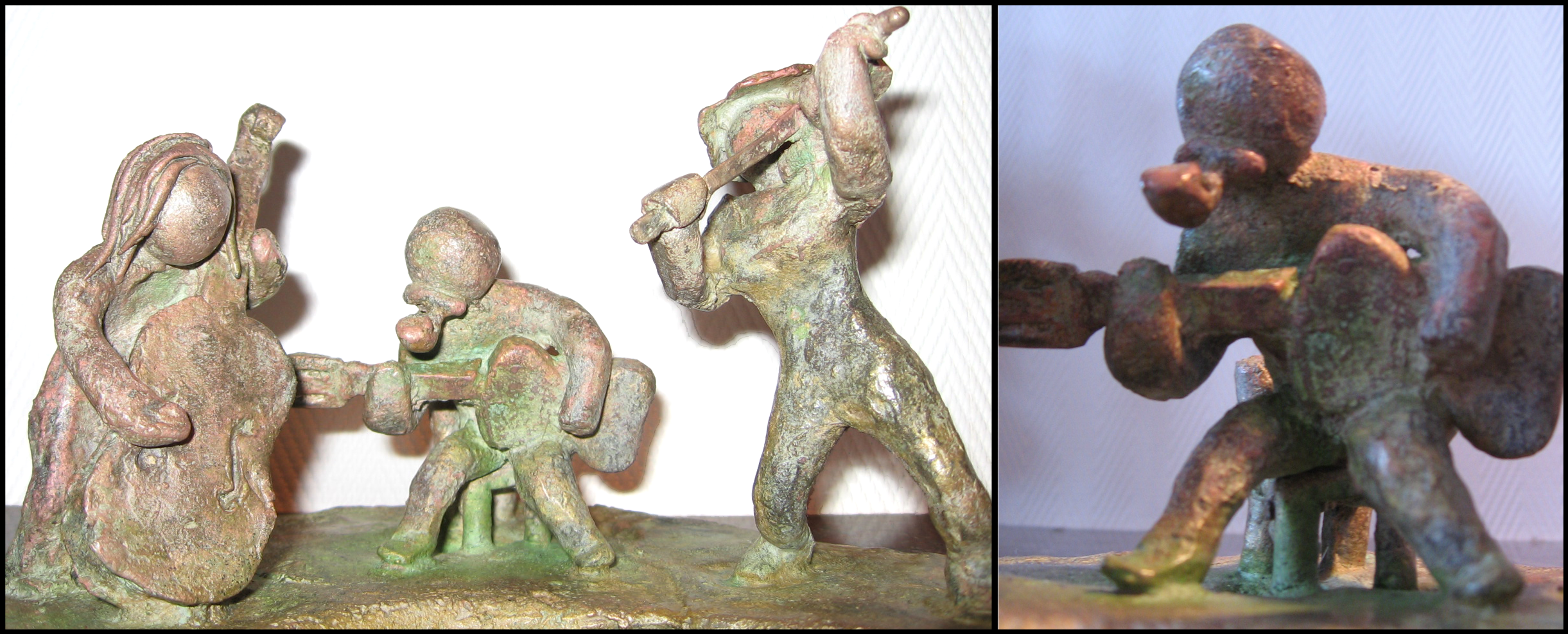
Une sculpture réalisée en bronze, avec une patine à base d'acide nitrique.

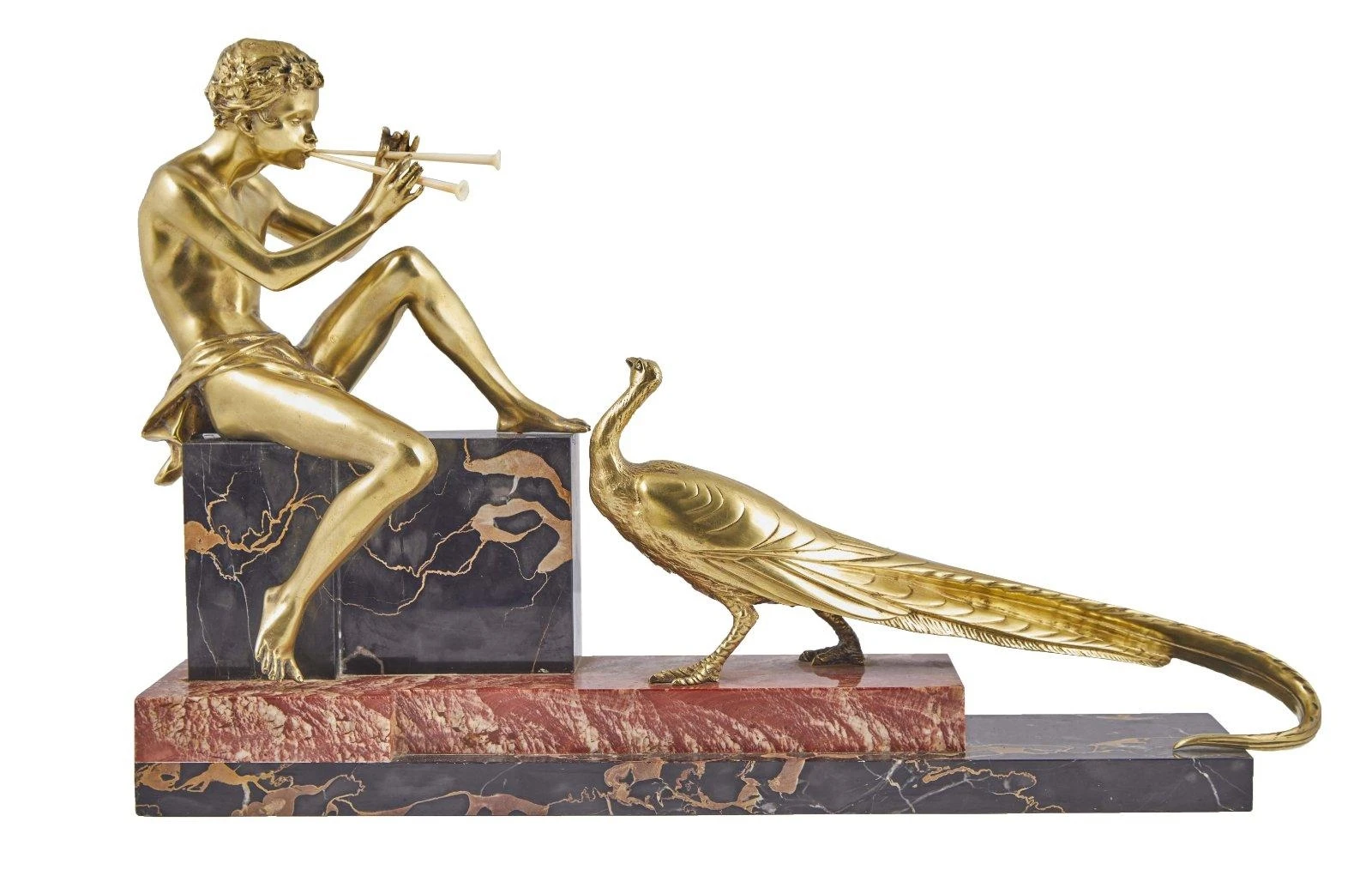
Faune à la double flûte au paon par Édouard Drouot : groupe en bronze doré ciselé, marbre et ivoire.

- Acide nitrique
- Acide chlorhydrique
- Acide sulfurique
- Permanganate de potassium

## Illustrations

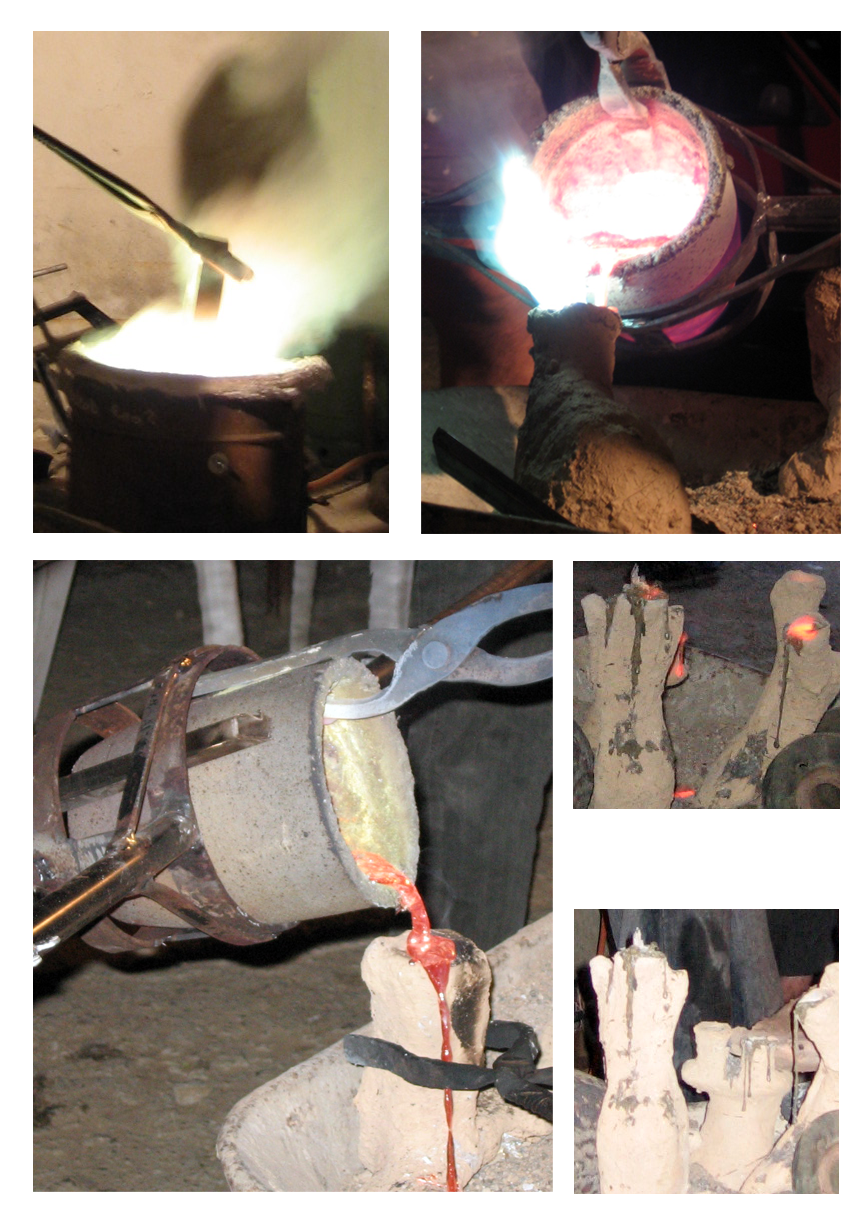
Quelques photos d'une coulée de bronze.
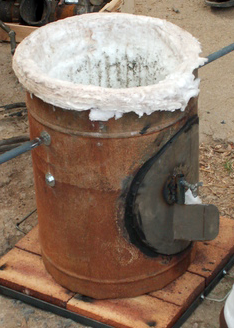
Un four à bronze (isolation avec de la laine de silice).
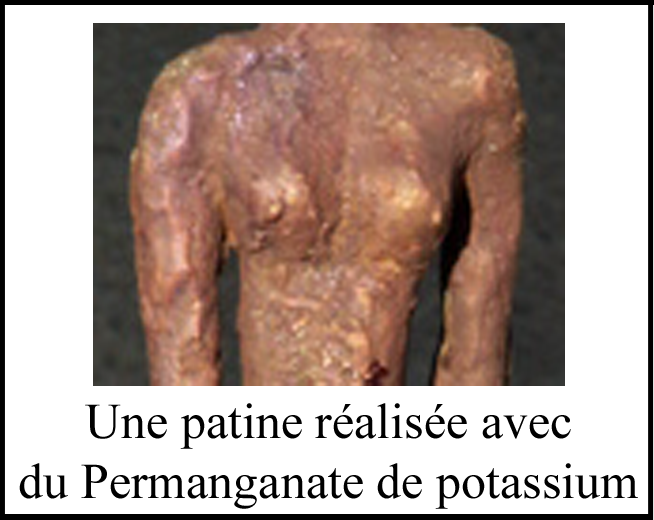

## Réglementation française

### Les bronzes originaux: définitions
Si l'argile est le matériau le plus à même de reproduire en trois dimensions la pensée et gestes d'un artiste, le bronze (un alliage de cuivre à 80 % et d'étain, de plomb ou d'aluminium, etc.) se prête le mieux (sans être le seul) à l'édition quasi parfaite de l’œuvre originelle pouvant être ainsi multipliée. Après beaucoup d’excès pendant le début du XXe siècle et à partir de 1968, une réglementation a été édictée en droit français, pour limiter les éditions, et tenter d’imposer la numérotation des épreuves.

#### Bronze original
Un bronze est dit « original », c'est-à-dire « authentique », s’il est tiré d’après une œuvre originale faite en plâtre, en terre ou en cire, par l’artiste et sous son contrôle direct, ou celui de ses ayants droit — par exemple le musée Rodin, qui a hérité du droit moral et des moules de l’artiste, et qui effectue des tirages de très bonne qualité en respectant le nombre prévu par la loi.
Les tirages doivent être numérotés sur la terrasse du bronze, à côté de la signature de l'artiste et de l'estampille du fondeur. Les tirages ne doivent pas dépasser huit exemplaires, auxquels on admet quatre exemplaires supplémentaires en épreuves d’artiste numérotées de I à IV et annotées EA, soit un total de douze. Les tirages annotés HC pour « Hors-Commerce » ne sont pas vendables.

### Les bronzes d'art

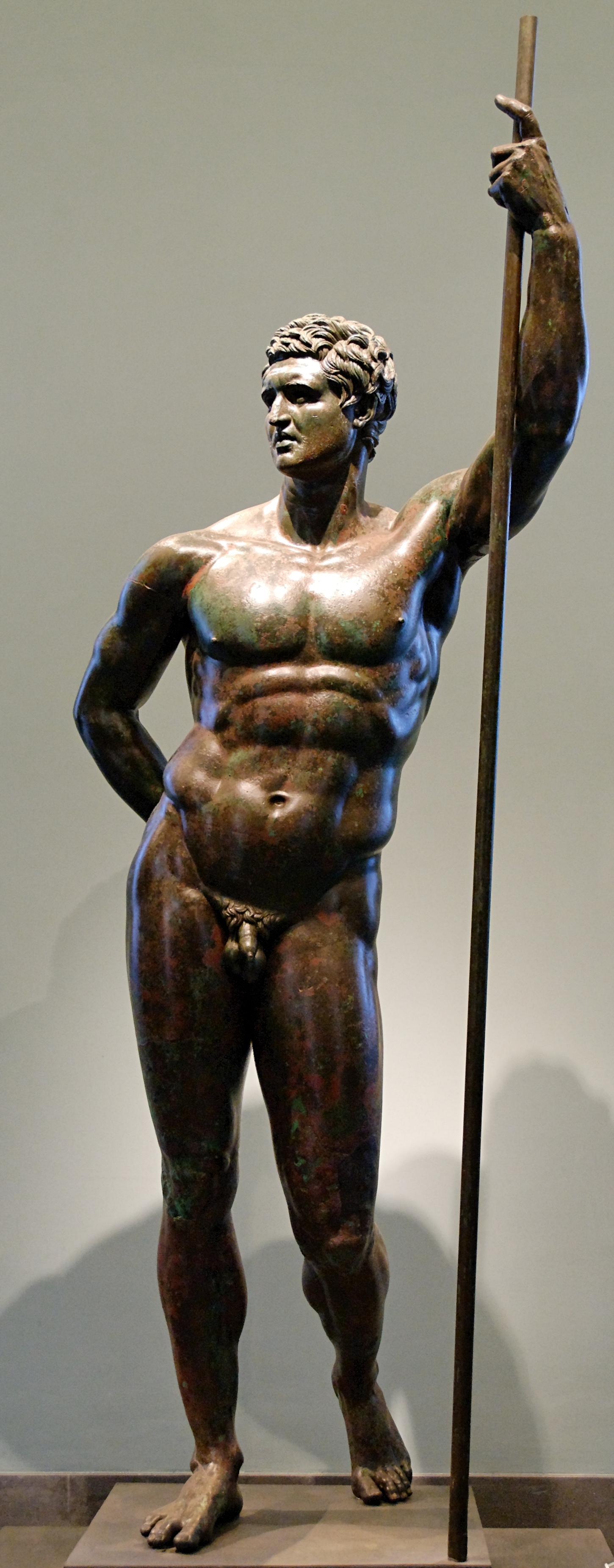
Statue d'un prince hellénistique, palais Massimo alle Terme, Rome.

On appelle « bronze d'art » les copies sans numérotation.

#### Reproduction
Le surtirage consiste à tirer des épreuves supplémentaires (parfois en grand nombre) sans numérotation. Tous les surmoulages, copies et reproductions doivent faire apparaître la mention « reproduction » sur la terrasse à côté de la signature de l'artiste. Par exemple, le musée Rodin qui a hérité du droit moral de l'artiste, effectue des reproductions en résine patinée à échelle réduite, la mention « reproduction » apparaît.

#### Contrefaçon
Le surmoulage consiste à tirer une épreuve à partir d’un bronze authentique. L’épreuve est plus petite dans ses dimensions du fait du retrait du métal lors du refroidissement, et sa finition est moins précise. C'est la technique généralement utilisée par les faussaires, comme le montre l'affaire Guy Hain.
Si l'artiste de son vivant a interdit la reproduction (affaire dite de La Vague de Camille Claudel), ou a demandé la destruction de ses moules (affaire Pompon) et que ses ayants droit passent outre, les œuvres ainsi éditées sont considérées comme des contrefaçons ou des reproductions illégales par les tribunaux au nom du droit moral de l'artiste, droit au respect de son nom, de la qualité de son œuvre, perpétuel, inaliénable et imprescriptible. Un procès ouvert en 2012 doit statuer sur les sculptures de Degas éditées post-mortem.

#### Ouvrages
- Tonio Hölscher, La vie des images grecques : Sociétés de statues, rôles des artistes et notions esthétiques dans l'art grec ancien, Hazan : Louvre Éditions : La chaire du Louvre, 2015 (ISBN 978-2-7541-0841-6, SUDOC 187241910).

- Bernard Holtzmann, La sculpture grecque : Une introduction, Paris, Librairie générale française, coll. « Le Livre de Poche », 2010, 446 p., 18 cm (ISBN 978-2-253-90599-8, SUDOC 147449987).
- André de Ridder, Les bronzes antiques, Paris, Wentworth Press, 2019, 220 p. (ISBN 978-0353719866)
- Corinne Jouys Barbelin, « bronze grec », dans Jean Leclant, Dictionnaire de l'Antiquité, Paris, Presses universitaires de France, coll. « Quadrige », 2005, p. 369-370
- (en) Carol C. Mattusch, Classical Bronzes: The Art and Craft of Greek and Roman Statuary, Ithaca (New York), Cornell University Press, 1996, 241 p. (ISBN 9780801431821)
- Benoît Mille, D’une amulette en cuivre aux grandes statues de bronze : évolution des techniques de fonte à la cire perdue, de l’Indus à la Méditerranée, du 5e millénaire au Ve siècle av. J.-C., Benoît Mille, Paris (lire en ligne)

#### Périodiques
- Claude Rolley, « Bronzes romains », Dossiers d'archéologie, no 28,‎ mai / juin 1978, p. 8-19 (e-ISSN 1141-7137)
- Sophie Descamps-Lequime et Benoît Mille (dir.), « Bronzes grecs et romains : études récentes sur la statuaire antique », Techne, vol. 45,‎ 2017 (ISBN 978-2-7118-6408-9, lire en ligne)
- (en) K. A. Dafas, « Greek Large-Scale Bronze Statuary: The Late Archaic and Classical Periods », Bulletin of the Institute of Classical Studies, Monograph, BICS Supplement 138, Londres, Institute of Classical Studies, School of Advanced Study, University of London,‎ 2019, p. 68–83, pls 58–71.